# KBS 1TV
KBS 1TV(KBS 제1텔레비전, 한국방송 1, U-KBS STAR)는 대한민국 전역을 방송권역으로 하는 지상파 방송사인 KBS가 운영하는 공중파 텔레비전 방송 채널이다.

## 특징
- 뉴스 및 시사교양[1]1990년대 중후반까지 종합(綜合) 분야로 담당하는 채널 프로그램 방송을 담당하는 지상파 채널이며, 공익광고방송을 제외한 광고방송(상업광고방송)을 100% 방송하지 않는 채널이다. 광고방송(상업광고방송)이 없는 채널이고,그 외에 일일연속극 및 대하드라마도 방송하는 편이며 고정 채널번호는 9번이다.

- 1963년 1월 1일에 광고방송(상업광고방송)을 개시하였다. 수신료 및 시청료까지 추가 되었는데 1963년 1월 1일부터 1969년 4월 30일까지 6년동안 광고방송(상업광고방송)을 했다. 1969년 5월 1일에는 광고방송(상업광고방송)을 폐지하였다.[2] 아침 및 오전에 교육방송을 실시하기도 하였다.

- 신문(일간지)에 게재된 TV 편성표 상에서 개국 이후부터 중앙(中央)텔레비전으로 표기되었으며, 1973년 3월 한국방송공사(KBS) 창립과 함께 KBS TV로 변경되었다. 이후 1970년대 후반에 KBS로 명칭이 간소화되었고, 1980년 언론통폐합 이후에는 KBS1로 명칭이 정착되었다.

- 방송통신위원회는 해당 방송사를 재난방송 주관 방송사로 지정하고 있다. 한반도 전역에 태풍 또는 집중호우가 발생하거나 KBS 뉴스특보가 발령될 경우, 일부 프로그램이 결방되는 사례가 발생하기도 한다.
- 1995년에 수립된 "선진방송 5개년 계획"에 따라 1997년부터 평일 시간대 종일방송 도입을 추진하였으나 무산되었다. 2005년 12월부터 평일 낮 방송을 개시하여 종일방송을 정식으로 도입하였으며, 2012년 10월 8일부터 종일방송을 하루 24시간 체계로 편성하고 있다.

- 다시 12년만에 1981년 3월 7일에 광고방송(상업광고방송)이 재개되었다. 1982년 1월 25일에는 광고가 잘 팔리지 않는다는 이유로 KBS 2TV의 광고시간을 확대하는 대신 광고방송 시간이 축소되었으며, 이후 오전 및 오후 시간대를 줄여 블록광고를 편성하는 등 광고방송(상업광고방송)을 점차 축소하다가 1985년 4월 30일까지 광고방송을 실시하였다.[3]

- 1985년 5월 1일에 술 광고가 폐지되었으며, 평일 오후 광고방송(상업광고방송)은 10묶음 중 8개의 광고가 20시부터 22시 30분까지 송출되던 것을 2시간 30분으로 축소하였다. 1986년 7월 1일에는 블록광고인 5분간(20시 30분부터 20시 35분까지)의 광고가 폐지되었다. 한편 1986년 2월 9일에는 광고방송이 15편 송출되었고, 1988년 9월 17일에는 24편, 1988년 10월 2일에는 19편의 광고방송이 각각 송출되었다. 또한 서울올림픽 폐막식에서는 11편의 광고방송이 송출된 바 있다.[4]

- 1990년 3월 2일에 평일 오후 블록광고가 폐지되었으며, 1990년부터 1994년까지 4년 동안 스포츠 프로그램과 실황 중계 프로그램 및 영화 프로그램에 광고방송(상업광고방송)이 송출되었다. 1994년 7월 11일에는 스포츠 프로그램에 광고방송이 오전 5시 32분부터 오전 6시 27분까지 14편 송출된 바 있다.[5]

- 1994년 7월 23일에 광고방송(상업광고방송) 폐지 결정이 내려졌으며, 같은 해 9월 30일에 마지막 광고방송(상업광고방송)이 방영되었다. 같은 해 10월 1일부터는 광고방송(상업광고방송)이 완전히 폐지되어 편성하지 않게 되었으며, 이후에는 광고 없이 공익광고방송만을 실시하고 있다.[6]

- 뉴스 프로그램(1TV) 앵커자(2명) 기자. 아나운서의 남성과 여성의 앵커가 휴가, 출장, 파업 등으로 인해 다른 기자와 아나운서가 대신 진행을 할 수 있다.
- KBS의 프로그램(1TV) 진행자 각 1~2명의 아나운서의 남성과 여성의 앵커가 휴가, 출장, 파업 등으로 인해 다른 아나운서가 대신 진행할 수 있다.
- 뉴스 프로그램(1TV)의 장소는 KBS 1TV 제2 스튜디오로 진행한다.

- 뉴스 프로그램(1TV)의 장소의 수화방송은 KBS 1TV 제2 스튜디오(1990년대부터 2004년까지)가 아니라 별도 장소(2005년 ~ 현재)의 파란 바탕의 모양으로 진행한다.

- 뉴스 프로그램(1TV)의 수화방송은 '한국 수어 통역 방송' 및 (1TV)의 수화 방송되는 프로그램인 《사랑의 가족》은 '수화 통역 방송'으로 표기된다.
- 뉴스 프로그램(1TV)의 2020년 11월 2일부터 뉴스 프로그램 게시판이 기사 댓글과 동일한 서비스(라이브리)로 변경되었다. 댓글 작성을 위해서 댓글 시스템에 로그인을 해야 한다.
- 편성표 (1TV)는 2018년 8월 5일 홈페이지 개편 이후 최근 1개월 조회만 가능하다.
- 편성표 (1TV)는 2020년 9월 12일 자정 12시 이후 매주 1주일 마다 편성표를 게시하여 게재하고 있다.
- 해당 TV 프로그램 (1TV)는 2018년 8월 5일 홈페이지 개편 이후 해당 프로그램이 종영되면 해당 프로그램의 시청자참여 게시판은 이용이 불가능하게 되었다.
- 해당 TV 프로그램 (1TV)는 2018년 8월 5일 홈페이지 개편 이후 해당 프로그램이 과거 2016년 이전의 다시보기는 불가능하게 되어 다시보기는 과거에 없어졌다(검색해본 결과 "찾으시는 다시보기 영상이 없습니다." 나옴)
- 2020년 9월 15일부터 KBS의 정책에 따라 일부 지역에 1TV 지역국으로 적용받아 편성된다.
- 프리랜서 드라마 PD(타 채널 자회사 - 외주제작사 소속 연출자  포함)[7][8] 등 외부 드라마 PD와 외부 제작사(타 채널 자회사  소속 작가 포함) 소속 드라마 작가[9] 영입이 금지되어 있다.

## 개별 디자인

### 기본
- 시청등급 화면은 2001년부터 도입되었다.
- 2019년 1월 1일부터 곧이어(잠시후) 도입 추가되었다.
- 2020년 ~ 현재 한글날을 맞아, 매년 한국방송 1TV로 표기하였다.

### 시각 표시
- 아침 시간대에 사용되는 시각 표시는 1981년에 처음 도입되었으며,[10] 1991년 7월부터는 날짜 및 요일 정보가 추가되었고, 1992년 4월까지 약 9개월간은 "月, 火, 水, 木, 金, 土, 日" 등 한자 표기가 사용되었다.[11] 1992년 4월부터는 요일 표기가 전면적으로 한글로 변경되어 "월, 화, 수, 목, 금, 토, 일"의 표기가 도입되었으며, 이는 현재까지도 유지되고 있다.[12]
- 2000년대 초반까지 뉴스 프로그램이 시작하기 전에 현재 시각을 알려졌다.
- 《KBS 뉴스 9》에 시작하기 전에 5초 뒤 현재 시보를 알려준다.

### 티커 표시
- 2001년 9.11 테러를 계기로 아침 시간대에 뉴스 티커가 신설되었다.
- 코로나19의 영향으로 2020년 이후 재난방송 주관 방송사로 지정됨에 따라, 자연재난(산불·황사·호우·태풍·폭염·한파·폭설·범유행·지진) 사회재난(화재·폭발·붕괴·방사능·다중운집인파사고 여러 포함) 등 다양한 재난 정보를 하단 뉴스 티커를 통해 송출하고 있다.[13]

### 종료
- 이 프로그램은 여러분의 수신료로 만들었습니다[14]
- 이 프로그램은 여러분의 소중한 수신료로 제작되었습니다[15]
- KBS뉴스는 여러분의 소중한 수신료로 제작됩니다[16]

## 연혁

#### 태동기
- 1961년 12월 24일 : 시험방송 개시.
- 1961년 12월 31일 : KBS TV 개국 및 주소는 남산타워(서울 중구)
- 1962년 1월 15일 : 1일 4시간 30분 동안 정규방송 실시.[17]
- 1962년 3월 21일 : 우리나라 최초의 TV 중계 방송 개시. (명동 국립극장 개관식)
- 1963년 1월 1일 : 광고방송(상업광고방송) 개시 및 수신료와 시청료 추가.[18]
- 1964년 6월 20일 : 흑성산중계소 개소에 따라 청주 텔레비전 방송 개시.
- 1966년 5월 16일 : 식장산중계소 개소에 따라 대전 텔레비전 방송 개시.
- 1966년 8월 15일 : 미륵산중계소 개소에 따라 전주 텔레비전 방송 개시.
- 1966년 8월 15일 : 무등산중계소 개소에 따라 광주 텔레비전 방송 개시.
- 1967년 2월 27일 : 6시 35분부터 9시까지 오전 방송 개시.
- 1967년 11월 27일 : 용문산중계소 개소에 따라 춘천 텔레비전 방송 개시.
- 1968년 4월 10일 : 동래송신소 이후, 부산사무소 개소에 따라 부산 텔레비전 방송 개시.
- 1969년 4월 30일 : 광고방송(상업광고방송) 마지막 방송.[19]
- 1969년 5월 1일 : 광고방송(상업광고방송) 폐지. 아침시간에 교육방송 시작.[20]
- 1969년 5월 9일 불모산중계소 개소에 따라 마산·창원 텔레비전 방송 개시.
- 1969년 9월 : 범어동중계소 개소에 따라 대구 텔레비전 방송 개시.
- 1969년 7월 : 아폴로 11호 달 착륙 중계 방송[21]
- 1969년 9월 17일 : 《명화극장》 방송 시작
- 1969년 10월 1일 : 오전 방송을 11시까지로 확대.
- 1970년 2월 20일 학가산중계소 준공에 따라 안동 텔레비전 방송 개시.
- 1970년 4월 13일 : 《뉴스파노라마》 방영 시작.
- 1970년 4월 18일 : 아폴로 13호 중계 방송.
- 1970년 5월 8일 : 70엑스포 중계 방송.
- 1970년 10월 19일 : 평일 오전 방송 35분 축소.
- 1970년 11월 20일 : 조항산중계소 개소에 따라 포항 텔레비전 방송 개시.
- 1971년 2월 8일 : 아폴로 14호 중계 방송
- 1971년 3월 27일 괘방산중계소 개소에 따라 강릉 텔레비전 방송 개시.
- 1971년 4월 14일 남해 망운산중계소 개소에 따라 여수 텔레비전 방송 개시.
- 1971년 4월 18일 팔공산중계소 개소에 따라 대구 텔레비전 방송 개시.
- 1971년 4월 20일 : 무룡산중계소 개소에 따라 울산 텔레비전 방송 개시.
- 1971년 4월 20일 : 간월악송신소 개소에 따라 제주 텔레비전 방송 개시.
- 1971년 4월 22일 : 백운산송신소 개소에 따라 원주 텔레비전 방송 개시.
- 1971년 4월 24일 : 함백산중계소 개소에 따라 태백 텔레비전 방송 개시.
- 1971년 5월 3일 : 오전 방송 시작을 7시로 변경
- 1971년 6월 28일 : 오전 방송 10분 축소
- 1971년 8월 16일 : 오전 방송 시작을 6시 30분으로 변경
- 1971년 10월 11일 : 오전 방송 30분 축소
- 1971년 10월 18일 : 오전 방송 30분 축소
- 1972년 4월 3일 : 오전 방송 시작을 7시 20분으로 변경.
- 1972년 10월 27일 : 《뉴스파노라마》오일 쇼크로 인해 종영.
- 1972년 11월 15일 : 부산방송국 TV 로컬방송 개시.
- 1973년 3월 3일: 한국방송공사 창립으로 국가기관 서울중앙방송국이 공기업의 공영방송 개시 및 남산타워에서 영등포구로 이전.
- 1973년 12월 3일 : 오일 쇼크로 평일, 토요일 오전 방송 중단
- 1977년 10월 18일 : 《전설의 고향》 방송 시작.
- 1978년 4월 8일 : 주택복권 추첨방송이 KBS로 변경하여 방송 개시.(주택복권 제319회)
- 1978년 7월 1일 : 춘천, 대전, 청주, 대구, 전주, 광주, 제주방송국 TV 로컬방송 개시.

#### 도약기
- 1980년 1월 6일 :  《KBS 바둑왕전》국내 유일의 TV 속기 바둑기전으로 창설(1기) 및 방영 개시.
- 1980년 7월 28일 : 평일 방송 10분 축소.
- 1980년 8월 11일 : 평일 심야방송 개시.
- 1980년 9월 1일 : 평일 저녁 방송 시작을 6시 10분에서 6시로 변경.
- 1980년 9월 8일 : 주중 저녁 방송 시작을 6시에서 5시 30분으로 변경.
- 1980년 9월 20일 : 《100분쇼》방송 시작.
- 1980년 9월 29일 : 월요일 방송 20분 축소.
- 1980년 10월 6일 : 월요일 방송 20분 확대.
- 1980년 11월 3일 : 평일 심야방송 폐지.
- 1980년 11월 9일 : 《전국노래자랑》 방송 시작.
- 1980년 12월 1일 : KBS 1TV로 명칭 변경
- 1980년 12월 28일 : 《KBS 바둑왕전》의 언론 · 방송 통폐합으로 인하여 임시 중단 및 종영(1기) 결승 3번기 2국에서 조훈현 八단(당시)을 상대 노영하 七단을 물리치고 2 대 0을 완봉승으로 우승함(이후 KBS 바둑해설위원으로 활동했음)
- 1981년 1월 5일 : 평일 방송 5시 30분부터 11시 45분까지로 축소.
- 1981년 1월 12일 : 평일 방송 5시 30분부터 익일 1시 30분까지로 확대.
- 1981년 1월 26일 : 평일 방송 5시 30분부터 익일 1시 35분까지로 확대.
- 1981년 2월 2일 : 평일 방송 5시 30분부터 11시 30분까지로 축소.
- 1981년 2월 10일 : 《가요톱10》방송 개시.
- 1981년 3월 2일 : 평일 심야방송 폐지.
- 1981년 3월 6일 : 시청료 2,500원으로 정한 후 광고방송(상업광고방송) 실시 준비.[22]
- 1981년 3월 7일 : 광고방송(상업광고방송) 재개.[23]
- 1981년 3월 9일 : 평일 방송을 5시 30분부터 11시 35분까지로 축소.
- 1981년 5월 20일 : 《가요톱10》화요일 마지막방송. 봄 개편에 따라 목요일로 이동.
- 1981년 5월 25일 : 새벽 5시 30분부터 오전 10시까지 평일 오전 방송 재개, 《KBS 뉴스와이드》, 《KBS 가정뉴스》 신설.
- 1981년 5월 28일 : 《가요톱10》목요일 저녁 21시 40분 방송.
- 1981년 5월 30일 : 새벽 5시 30분부터 오전 10시까지 토요일 오전 방송 재개.
- 1981년 5월 31일 : 일요일 오전 방송 시작을 6시로 변경
- 1981년 7월 4일 : 토요일 방송 시작을 5시로 변경
- 1981년 7월 6일 : 오전 방송 시작을 5시로 변경.
- 1981년 9월 2일 : 《가요톱10》목요일 마지막방송. KBS 2TV로 채널 이동.
- 1981년 12월 30일 : 《KBS 가요대상》방영 시작.
- 1982년 1월 11일 : 《산하》방영 시작.
- 1982년 1월 25일 : 광고가 잘 안 팔린다는 이유로 KBS 2TV의 채널에 광고방송(상업광고방송) 형식 변경 및 1TV의 광고시간을 오전 시간과 오후 시간 광고를 블록식광고를 편성. 2TV와 다르게 광고시간이 늘어나서 오전 및 오후 시간대를 광고방송(상업광고방송) 시간을 늘림.[24]
- 1982년 8월 3일 : 《밀봉》방송 시작.
- 1982년 9월 13일 : 《산하》종영.
- 1982년 9월 20일 : 《KBS 뉴스와이드》가 《KBS 뉴스 80》으로 변경.
- 1982년 11월 23일 : 《밀봉》종영.
- 1983년 : 《이산가족을 찾습니다》기간, 사상 최초로 24시간 종일방송
- 1983년 4월 3일 : 주택복권 추첨방송 임시 중단 (주택복권 제574회)
- 1983년 4월 10일 : 《당첨 올림픽복권》 방영 개시로 올림픽복권 추첨 개시 (올림픽복권 제1회)
- 1983년 6월 30일 : 《이산가족을 찾습니다》방송 시작. (그 당시 방송에 453시간 45분간 기록을 남겼다)
- 1983년 7월 18일 :《KBS 오늘의 경제》 신설.
- 1983년 11월 14일 :《이산가족을 찾습니다》종영.
- 1984년 4월 2일 : 《KBS 뉴스 80》, 《KBS 가정뉴스》가 《KBS 아침뉴스》로 변경
- 1984년 10월 29일 : 《KBS 아침뉴스》가 《KBS 뉴스센터 645》로, 《KBS 아침뉴스 (930)》가 《KBS 뉴스센터 945》로, 《KBS 9시 뉴스》가 《KBS 뉴스센터 9》로, 《KBS 보도본부 24시》가 《KBS 뉴스센터 24시》로, 《KBS 뉴스》가 《KBS 뉴스센터》로 변경.
- 1984년 10월 30일 : 《퀴즈탐험 신비의 세계》 방송 개시.
- 1985년 5월 1일 : 시청료거부운동을 계기로 술광고를 폐지를 하고 밤 시간대 광고방송(상업광고방송)을 20:00 ~ 22:30(2시간 30분)의 10개를 묶어 1블록을 8개로 줄임.
- 1985년 7월 2일 : 《퀴즈탐험 신비의 세계》화요일 마지막방송. 수요일로 이동.
- 1985년 7월 10일 《퀴즈탐험 신비의 세계》수요일 저녁 19시 40분 방송.
- 1985년 10월 25일 : 《KBS 오늘의 경제》 종영.
- 1985년 10월 30일 : 《퀴즈탐험 신비의 세계》수요일 마지막방송. 목요일로 이동.
- 1985년 11월 7일 : 《퀴즈탐험 신비의 세계》목요일 저녁 19시 40분 방송.
- 1985년 12월 15일 : 《해돋는 언덕》방영 시작.
- 1986년 2월 9일 : 1TV의 채널에서 광고 15개를 방영.
- 1986년 3월 19일 : 《나타리아》방송 시작.
- 1986년 5월 24일 : 《100분쇼》종영.
- 1986년 5월 31일 : 《쇼86》방송 시작.
- 1986년 6월 1일 : 《국악한마당》방송 시작.
- 1986년 7월 1일 : 평일 블록광고(20:30 ~ 20:35)를 폐지.
- 1986년 9월 17일 : 《나타리아》종영.
- 1986년 9월 20일 ~ 10월 5일 : 1986년 아시안 게임 익일 오전 2시까지 방송.
- 1986년 11월 1일 : 《쇼86》종영.
- 1986년 11월 4일 : 《남십자성》방송 시작.
- 1986년 11월 8일 : 《쇼 여러분》방송 시작.
- 1987년 2월 25일 : 《남십자성》종영.
- 1987년 2월 28일 : 《쇼 여러분》종영.
- 1987년 3월 2일 : 《TV유치원 하나둘셋》 채널 이동 및 《가정저널》방송 개시.
- 1987년 3월 4일 :《퀴즈탐험 신비의 세계》수요일 저녁 19시 40분 방송.
- 1987년 3월 7일 : 《쇼 특급》방송 개시.
- 1987년 5월 14일 : 《쇼 비디오 자키》방송 시작.
- 1987년 7월 14일 : 《사랑이 꽃피는 나무》화요일 저녁 19시 45분 방송.
- 1987년 10월 6일 : 《사랑이 꽃피는 나무》 화요일 마지막 방송. 수요일로 이동.
- 1987년 10월 14일 : 《사랑이 꽃피는 나무》수요일 저녁 19시 45분 방송.
- 1987년 10월 17일 : 토요일 오전 방송 3시간 연장과 함께 주말 낮 방송시대 개막 및 《생방송 심야토론》방송 시작.
- 1987년 10월 28일 : 《퀴즈탐험 신비의 세계》목요일 마지막방송. 일요일로 이동.
- 1987년 11월 5일 : 《쇼 비디오 자키》목요일 마지막 방송. 화요일로 이동.
- 1987년 11월 8일 : 《퀴즈탐험 신비의 세계》일요일 저녁 18시 10분 방송.
- 1987년 11월 10일 : 《쇼 비디오 자키》화요일 저녁 19시 45분 방송.
- 1987년 12월 24일 : 《KBS 연예대상》방송 개시.
- 1987년 12월 31일 : 《KBS연기대상》방송 시작.
- 1988년 1월 10일 : 《퀴즈탐험 신비의세계》 마지막방송. (KBS 2TV) 채널 변경.
- 1988년 2월 23일 : 《쇼 비디오 자키》화요일 마지막방송. (KBS 2TV)로 채널 이동 및 일요일로 이동.
- 1988년 3월 20일 : 《해돋는 언덕》일요일 마지막 방송. 월요일로 이동.
- 1988년 4월 20일 :《사랑이 꽃피는 나무》수요일 저녁 19시 45분 마지막 방송. 수요일 밤 20시 10분 방송.
- 1988년 4월 27일 :《사랑이 꽃피는 나무》20시 10분 방송.
- 1988년 5월 2일 : 《해돋는 언덕》월요일 밤 20시 10분 방송.
- 1988년 9월 17일 : 1TV의 채널에서 광고 24개를 방영 및《1988년 하계 올림픽》익일 새벽 2시까지 방송.
- 1988년 10월 2일 : 1TV의 채널에서 광고 19개를 방영 및 서울올림픽 폐막식에 있는 광고 11개를 방영을 함.《1988년 하계 올림픽》 폐막.
- 1988년 12월 25일 : 《당첨 올림픽복권》 마지막 방송 (올림픽복권 제299회)
- 1989년 1월 8일 : 《당첨!주택복권》 방송 시작. (주택복권 제575회부터 발행 재개)
- 1989년 2월 27일 : 《해돋는 언덕》월요일 밤 20시 10분 마지막방송. 월요일 저녁 19시 40분으로 변경.
- 1989년 3월 1일 : 《사랑이 꽃피는 나무》수요일 저녁 20시 10분 마지막 방송. 수요일 저녁 19시 40분 변경.
- 1989년 3월 6일 : 《해돋는 언덕》월요일 저녁 19시 40분 방송.
- 1989년 3월 8일 : 《사랑이 꽃피는 나무》수요일 저녁 19시 40분 방송.
- 1989년 3월 14일 : 《남북의 창》방송 개시.
- 1989년 7월 10일 : 《해돋는 언덕》종영.
- 1989년 7월 17일 : 《우리 동네》방송 시작.
- 1989년 12월 25일 : 《우리 동네》종영.
- 1990년 3월 2일 : 광고방송(상업광고방송)을 평일블록광고 폐지. 스포츠프로그램과 실황중계프로그램 및 영화프로그램에 광고방송(상업광고방송)을 편성.
- 1990년 4월 7일 : 《국악한마당》과 《쇼 특급》종영.
- 1990년 4월 9일 : 《퀴즈탐험 신비의 세계》 KBS 1TV로 채널 복귀.
- 1990년 4월 18일 : 《사랑방중계》KBS 1TV로 채널 복귀. 수요일 저녁 방송.
- 1990년 6월 2일 : 《징검다리》방송 시작.
- 1990년 6월 16일 : 《쇼 토요특급》방영 시작.
- 1990년 10월 24일 : 《사랑이 꽃피는 나무》수요일 저녁 19시 40분 마지막 방송. (KBS 2TV)로 채널 변경.
- 1990년 12월 22일 : 《징검다리》종영.
- 1991년 1월 21일 : 걸프 전쟁으로 평일 저녁 방송을 18시에서 밤 0시까지로 축소.
- 1991년 5월 13일 : 《퀴즈탐험 신비의세계》 마지막방송. KBS 2TV 채널 변경.
- 1991년 5월 18일 : 《가정저널》과《쇼 토요특급》종영.
- 1991년 5월 20일 : KBS 아침뉴스가 《KBS 뉴스광장》으로 확대 개편,《아침마당》,《6시 내고향》 방송 시작.
- 1991년 5월 22일 : 《사랑이 꽃피는 나무》수요일 저녁 19시 40분 방송.
- 1991년 7월 3일 : 《사랑이 꽃피는 나무》종영.
- 1991년 7월 10일 : 《맥랑시대》방송 시작.
- 1992년 1월 26일 : 《당첨! 주택복권》 추첨기 마지막 추첨 (구형 유리로 된 공을 추출하는 방식). (주택복권 제734회 까지)
- 1992년 2월 2일 : 《당첨! 주택복권》 추첨기 변경 (공기 압축 화살발사의 전자식 방식). (주택복권 제735회 부터)
- 1992년 4월 1일 : 《맥랑시대》수요일 마지막 방송. (KBS 2TV)로 채널 이동.
- 1992년 4월 8일 : 《성공시대》방송 개시.
- 1992년 4월 12일 : 《쇼! 주택복권》 방송 시작. (주택복권 제745회 부터)

#### 변혁기
- 1993년 1월 18일 : 《KBS 930 뉴스》 방송 개시.
- 1993년 3월 27일 : 《사랑방중계》종영.
- 1993년 4월 25일 : 《쇼! 주택복권》 방송 종료. (주택복권 제799회)
- 1993년 5월 1일 : 《사건 25시》 방송 시작 및 ,《KBS 뉴스(1TV)》OP 변경,《KBS 9시 뉴스현장》이 《KBS 9시 뉴스현장》과 통합,《KBS 뉴스 9》로 명칭 변경.
- 1993년 5월 2일 : 《대추나무 사랑걸렸네》 방송을 KBS 1TV로 이전.
- 1993년 10월 6일 : 《성공시대》종영.
- 1993년 10월 18일 :  《KBS 뉴스(1TV)》OP 변경, KBS 저녁뉴스가 《KBS 지역권뉴스》와 통합, 《KBS 뉴스네트워크》로 확대 개편 및《사람과 사람들》방송 개시.
- 1993년 10월 24일 : 《시청자 의견을 듣습니다》방송 시작.
- 1993년 11월 8일 : 평일 오전방송 폐지 및 오후 방송 30분 축소. 평일 심야방송 폐지.
- 1993년 11월 12일 : 밤 12시부터 익일 새벽 1시까지 금요일 심야방송 개시.
- 1993년 12월 24일 : KBS 연예대상 마지막방송.(1994년부터 KBS 2TV로 채널 이동 및 시상식 중계)
- 1993년 12월 30일 : KBS 가요대상 마지막 방송. (1994년부터 KBS 2TV에서 시상식 중계)
- 1993년 12월 31일 : KBS연기대상 마지막 방송.(1994년부터 KBS 2TV 시상식 중계)
- 1994년 2월 11일 : 밤 12시부터 익일 새벽 1시까지 금요일 공휴일 심야방송 개시.
- 1994년 7월 11일 : 1TV의 채널은 광고를 1차 5시 23분부터 5시 32분까지 광고 9개와 오전 6시 26분부터 6시 27분까지 광고 5개를 총 14개를 방영.
- 1994년 7월 23일 : 수신료징수제도개선이 10월 1일부터 바뀐다고 광고방송(상업광고방송) 폐지 결정.[25]
- 1994년 9월 24일 : 《사건 25시》 종영.
- 1994년 9월 26일 : 《사람과 사람들》월요일 마지막 방송. 금요일로 이동.
- 1994년 9월 30일 : 광고방송(상업광고방송) 마지막으로 송출.[26]
- 1994년 10월 1일 : 한국전력공사 수신료 징수제도(위탁징수) 개선을 계기로 광고방송(상업광고방송) 폐지.(광고가 사라지게 되자 광고를 없앤 후 광고방송(상업광고방송)은 편성을 하지 않게 되었는데 공영방송 텔레비전 채널을 TV수신료를 전기료에 붙여서 수신료 2,500원까지 추가 및 수신료면제가구를 242만가구(저소득층 136만가구, 난시청지역 106만가구)까지 늘리면서 KBS 재원구조는 광고대 수신료에 30:70을 50:50으로 바뀌게 됨.)[27]
- 1994년 10월 9일 : 《대추나무 사랑걸렸네》일요일 마지막 방송. 수요일로 이동.
- 1994년 10월 10일 :《사랑이 꽃피는 교실》방송 시작.《KBS 뉴스 24시》가 《KBS 뉴스라인》으로 확대 개편.
- 1994년 10월 14일 : 《국악한마당》4년 만에 부활 및 《사람과 사람들》금요일 저녁 19시 35분 방송.
- 1994년 10월 15일 : 《KBS 빅쇼》방송 시작.
- 1994년 10월 18일 : 《긴급구조 119》 방송 시작.
- 1994년 10월 22일 : 《역사의 라이벌》방영 개시.
- 1994년 10월 23일 : 《KBS스페셜》방영 개시.
- 1994년 10월 26일 :《대추나무 사랑걸렸네》가 1994년 가을 개편에 따라 수요일로 이동. 수요일 저녁 19시 35분 방송.
- 1995년 2월 23일 : 《신세대 보고 - 어른들은 몰라요》방영 개시.
- 1995년 2월 24일 : 《사람과 사람들》금요일 마지막 방송. 수요일로 이동.
- 1995년 2월 27일 : 《KBS 뉴스(1TV)》OP 변경
- 1995년 3월 8일 : 《사람과 사람들》 수요일 밤 22시 15분 방송.
- 1995년 3월 10일 : 《이것이 인생이다》방영 개시.
- 1995년 9월 2일 : 《역사의 라이벌》종영.
- 1995년 9월 4일 : 평일 저녁 방송 시간을 오후 5시로 환원 및 밤 1시부터 새벽 2시까지 주중 심야방송 개시, KBS 뉴스 (1730)가 《KBS 뉴스 5》로 확대 개편. 《세상은 넓다》방송 개시.
- 1995년 9월 5일 : 《인생을 걸고》방영 시작
- 1995년 9월 7일 : 《국악한마당》을 목요일 밤 23시50분 방송.
- 1995년 9월 8일 : 《TV는 사랑을 싣고》KBS 1TV로 채널 변경. 금요일 저녁 19시 35분 방송.
- 1995년 9월 16일 : 《역사추리》방영 시작.
- 1996년 2월 13일 : 《인생을 걸고》종영.
- 1996년 2월 26일 : 《사랑이 꽃피는 교실》종영.
- 1996년 3월 4일 : 평일 오전 방송을 아침 6시부터 낮 12시까지 확대, KBS 1TV 뉴스 프로그램 방송 중 로고 표시 변경(KBS1 → KBS), KBS 낮 뉴스 방송 시작 《체험 삶의 현장》 KBS 1TV로 이동 19시 35분 방송.
- 1996년 6월 29일 : 《KBS빅쇼》오후 19시에서 19시 30분으로 변경.
- 1996년 7월 1일 : 구 KBS위성2TV 위성방송(이하 KBS2) 개국 및 KBS 1TV 재송신 실시
- 1996년 11월 24일 : 《생로병사의 비밀》방송 시작.
- 1996년 12월 22일 : 《생로병사의 비밀》종영.
- 1997년 2월 28일 : 《이것이 인생이다》금요일 마지막방송. 목요일로 이동.
- 1997년 3월 1일 : 《역사추리》종영.
- 1997년 3월 3일 :《KBS 뉴스(1TV)》OP 변경방송 중 로고 표시 위치를 상단에서 하단으로 변경(KBS) 및 《KBS 뉴스(1TV)》OP 변경
- 1997년 3월 6일 : 《이것이 인생이다》매주 목요일 저녁 19시 35분 방송.
- 1997년 3월 11일 :《TV 조선왕조실록》방영 시작.
- 1997년 5월 13일 : 《긴급구조119》화요일 마지막방송. 97년 봄개편에 따라 수요일로 이동.
- 1997년 5월 14일 : 《대추나무 사랑걸렸네》 수요일 마지막방송. 화요일로 변경.
- 1997년 5월 19일 : 평일 오후 방송 시작을 16시로 변경
- 1997년 5월 20일 : 《대추나무 사랑걸렸네》방송을 97년 봄개편에 따라 수요일에서 화요일로 이동.
- 1997년 6월 4일 : 《긴급구조119》수요일 저녁 19시 35분 방송.
- 1997년 10월 16일 : 《신세대 보고 - 어른들은 몰라요》KBS 2TV로 채널 변경.
- 1997년 10월 25일 : 《시네마 데이트》가을개편에 따라 KBS 1TV로 채널 변경. 토요일 오전 10시 방송.
- 1997년 10월 26일 《KBS 뉴스 (1000)》 방영 개시.
- 1998년 1월 3일 :《시네마 데이트》토요일 마지막 방송. 일요일로 이동 및 《KBS 빅쇼》종영.
- 1998년 1월 5일 : IMF 불황으로 오전 방송을 1시간 축소(6시부터 11시 10분 까지) 및 오후 방송을 1시간 축소(17시부터)
- 1998년 1월 10일 : 《사랑의 리퀘스트》KBS 1TV로 채널 변경 및 토요일 저녁 19시 35분 방송.
- 1998년 1월 11일 : 《시네마 데이트》일요일 오후 17시 15분 방송. 《KBS 오늘의 경제》13년만에 부활.
- 1998년 2월 9일 : 《체험 삶의 현장》 (KBS 1TV) 마지막 방송 (KBS 2TV로 채널 이전)
- 1998년 2월 10일 :《대추나무 사랑걸렸네》 화요일 마지막방송. 수요일로 이동.
- 1998년 2월 11일 : 《긴급구조 119》 (KBS 1TV) 마지막 방송 (KBS 2TV로 채널 이전)
- 1998년 2월 13일 : 《TV는 사랑을 싣고》금요일 마지막방송.KBS 2TV로 이동.
- 1998년 2월 14일 : 《시네마 데이트》토요일 마지막방송. KBS 2TV로 채널 변경.
- 1998년 2월 15일 : 《시네마 데이트》KBS 1TV 마지막방송. KBS 2TV로 채널 변경.
- 1998년 2월 16일 : 주중 심야방송 폐지(오후 17시 ~ 24시) 및 《신세대 보고 - 어른들은 몰라요》KBS 1TV로 채널 복귀. 월요일 저녁 19시 35분 방송.
- 1998년 2월 18일 : 《대추나무 사랑걸렸네》2월 개편에 따라 수요일 저녁 19시 35분 방송.
- 1998년 5월 20일 ~ 5월 21일 16기 KBS 바둑왕전 생방송으로 생중계 방송 구(KBS위성1TV 위성방송(KBS1) 재송신 동시 편성) (오후 2시 ~ 오후 5시) (해설 노영하 八단, 장수영 九단)조훈현 九단 2:0 이창호 九단을 꺾고 통산 11회 우승
- 1998년 5월 26일 : 《TV 조선왕조실록》종영.
- 1998년 6월 15일 : 《무엇이든 물어보세요》 방송 시간 및 채널 변경.
- 1998년 9월 28일 : 《신세대 보고 - 어른들은 몰라요》종영.
- 1998년 10월 12일 : KBS 1998 가을 개편 (KBS 1TV) 실시, 밤 12시부터 익일 오전 1시까지 주중 심야방송 재개.(오후 17시 ~ 새벽 1시) 및《TV내무반 신고합니다》신설. 《KBS 뉴스(1TV)》OP 변경 및 《KBS 마감뉴스》 방송 개시.
- 1998년 10월 16일 : 《접속! 신세대》방송 개시.
- 1998년 10월 17일 : 《역사스페셜》방송 시작.
- 1998년 10월 25일 : 밤 12시부터 익일 오전 1시까지 일요일 심야방송 개시
- 1999년 1월 8일 : 접속! 신세대 코너《도전! 골든벨》 신설. 10회 방송 당시 코너 3개로 구성 <유아독존 내 마음을 받아줘/도전 골든벨/결전! 점프 챔프>
- 1999년 2월 6일 : 《채시라의 토요객석》방송 시작.
- 1999년 4월 16일 : 접속! 신세대 코너《도전! 골든벨》24회 방송 당시 코너 3개중 코너 2개로 구성 <도전 골든벨/결전! 점프 챔프>
- 1999년 4월 28일 : 《사람과 사람들》종영.
- 1999년 5월 1일 : KBS 1999 봄 개편 (KBS -1TV) 실시,《사랑의가족》을 일요일에서 다시 토요일로 이동.
- 1999년 5월 5일 : 《환경스페셜》방송 개시.
- 1999년 5월 9일 : 《긴급구조 119》가 다시 KBS 1TV로 채널 복귀 (일요일 편성으로 방송분량 30분)
- 1999년 5월 14일 《현장르포 제3지대》KBS 1TV로 복귀 및 금요일 밤 23시 45분 방송.
- 1999년 8월 28일 : 《채시라의 토요객석》종영.
- 1999년 10월 10일 : 《긴급구조 119》 (KBS 1TV) 마지막 방송 (종방 또는 2003년 5월 26일 KBS 2TV로 채널 이전 및 화요일 저녁 7시로 방송 시간 변경)
- 1999년 10월 18일 : KBS 1999 가을 개편 (KBS 1TV) 실시, 오전 방송 시작을 새벽 5시 55분으로 변경.

#### 밀레니엄기
- 2000년 1월 1일 : 《KBS 뉴스 9》 뉴스 스튜디오 새단장.
- 2000년 1월 24일 : 오후 방송시간을 오후 17시에서 오후 16시 5분으로 변경.
- 2000년 2월 26일 : 《쇼 행운의 신용카드》 (매월 마지막 주 토요일 방송) 신설.
- 2000년 3월 3일 :  《KBS 공사창립 27주년 기념 이창호 · 루이나이웨이 특별대국》 공사창립 27주년 기념 대국 (KBS위성1TV 위성방송(KBS1) 재송신 동시 편성)
- 2000년 4월 30일 : 《시청자 의견을 듣습니다》종영
- 2000년 5월 2일 : 《피플 세상속으로》방영 시작.
- 2000년 5월 5일 : 《VJ특공대》 방송 개시(임시 가제 《TV특공대》).
- 2000년 5월 6일 : 주말 오전 방송 5분 축소, 《TV는 내 친구》방영 개시.
- 2000년 5월 7일 : 《체험 삶의 현장》 KBS 1TV로 이동.
- 2000년 7월 26일 : 《영상기록 병원 24시》KBS 1TV로 채널 변경. 수요일 밤 0시 방송.
- 2000년 10월 3일: 《피플 세상속으로》 화요일 마지막 방송. 목요일로 이동.
- 2000년 10월 4일 : 《영상기록 병원 24시》수요일 마지막방송. 가을개편에 따라 KBS 2TV로 채널 변경. 일요일로 변경.
- 2000년 10월 6일 : 《VJ특공대》 마지막방송. 가을개편에 따라 KBS 2TV 채널 변경 (현재 종영).
- 2000년 10월 8일 :《경제전망대》 일요일 마지막 방송. (KBS 2TV)로 채널이동. 가을개편에 따라 토요일로 변경.
- 2000년 10월 12일 : 《피플 세상속으로》목요일 저녁 19시 35분 방송.
- 2000년 10월 14일 : 《가족오락관》 채널 이전 및 방송 시간 변경.
- 2001년 4월 26일 : 《남북의 창》종영. 《현장르포 제3지대》 금요일 마지막방송. 화요일로 이동.
- 2001년 4월 30일 : 오후 방송시간이 16시 5분에서 16시로 변경.
- 2001년 5월 1일 : 《현장르포 제3지대》화요일 밤 23시 40분 방송.
- 2001년 5월 7일 : 《영상기록 병원 24시》KBS 1TV로 채널 복귀. 월요일 밤 0시 방송.
- 2001년 5월 3일 : 《북한 리포트》방송 개시.
- 2001년 5월 5일 : 《열린채널》방송 시작
- 2001년 11월 1일 : 《피플 세상속으로》목요일 마지막방송. 화요일로 이동.
- 2001년 11월 3일 : 《가족오락관》 손미나 4년 5개월만에 하차.
- 2001년 11월 5일 : KBS 뉴스네트워크가 뉴스투데이와 통합, KBS 뉴스 7 (KBS 2TV)으로 확대 개편. KBS 2TV로 채널 이동《KBS 뉴스 헤드라인》신설. KBS 뉴스 (1600)(1TV) 2TV에서 1TV로 복귀하여 재신설.《인간극장》매주 월~금 저녁 19시 방송.
- 2001년 11월 6일 : 《피플 세상속으로》화요일 밤 22시 방송.
- 2001년 11월 9일 :《경제전망대》가을 개편에 따라 채널 이동 및 금요일 밤 11시 35분 방송.
- 2001년 11월 10일 :《사랑의 카네이션 기행》토요일 오전 11시 방송.
- 2001년 11월 11일 : 《도전! 골든벨》<충남 천안고등학교 - 최종문제:44번> 방송 시간 변경 및 KBS 1TV로 채널 복귀 (현재 방영 중단)(일요일 저녁 7시 10분 ~ 8시)(역대 방송시간의 방송채널 변경으로 최장수 방송채널 기록)
- 2001년 11월 17일 : 《가족오락관》 변우영 14대 여자 MC 발탁
- 2002년 2월 28일 : 구 KBS 위성 1TV 폐국 및 KBS 1TV 재송신 종료(재송신 기준, 현재 KBS 라이프(구 KBS 코리아로 통합), KBS 스토리)
- 2002년 3월 26일 : 《피플 세상속으로》 화요일 마지막방송.
- 2002년 3월 30일 : 《가족오락관》 변우영 4개월만에 하차
- 2002년 4월 1일 : KBS 뉴스 (1150)에서 《KBS 정오뉴스》(월~금 오전 11시 55분 ~ 낮 12시 15분 - 15분)로 개편.
- 2002년 4월 4일 : 《피플 세상속으로》목요일 저녁 19시 30분 방송.
- 2002년 4월 6일 : 《가족오락관》 윤지영 15대 여자 MC 발탁
- 2002년 4월 8일 : KBS 1TV 방송 프로그램 방송 중 상단 오른쪽의 로고 표시 실시(KBS1) (단 1TV 뉴스 프로그램은 제외)
- 2002년 5월 31일 : 2002년 FIFA 월드컵 기간 24시간 종일방송
- 2002년 10월 25일 : 《인간극장》마지막 채널 방송. KBS 2TV로 채널 변경 및《KBS 뉴스 헤드라인》종영.
- 2002년 10월 27일 《KBS 뉴스 (1000)》 마지막 방송.
- 2002년 10월 28일 : KBS 뉴스 7이 KBS 뉴스 8와 분리, KBS 뉴스네트워크로 명칭 환원 및 KBS 1TV로 채널 환원.
- 2002년 10월 29일 : 《생로병사의 비밀》6년만에 부활 재신설.
- 2002년 11월 2일 : 《풍물기행 세계를 가다》 KBS 1TV로 이동.
- 2002년 11월 10일 : 《퀴즈 대한민국》 방영 개시.
- 2003년 2월 15일 : 《풍물기행 세계를 가다》종영.
- 2003년 4월 7일 : 《아침마당》 <명랑발언대 - 우리는 새내기> 2003년 29기 KBS 아나운서 출연
- 2003년 5월 12일 : 《TV내무반 신고합니다》 종영
- 2003년 5월 19일 : 《청춘! 신고합니다》 방영.
- 2003년 6월 20일 :《KBS 오늘의 경제》금요일 마지막방송. 일요일로 이동.
- 2003년 6월 21일 : 《TV는 내 친구》와 《사랑의 카네이션 기행》과 《역사스페셜》종영. 《가족오락관》 윤지영 임신으로 인해 1년 3개월만에 하차
- 2003년 6월 28일 : 《TV비평 시청자데스크》 방영 개시. 《가족오락관》 박주아 16대 여자 MC 발탁
- 2003년 6월 29일 : 《사랑의 카네이션 기행》이 《카네이션 기행》으로 변경.《경제전망대》일요일로 이동. 밤 23시 방송.
- 2003년 10월 31일 : 《좋은나라 운동본부》금요일 마지막방송. (KBS 2TV)로 채널 변경. 일요일로 이동.
- 2003년 11월 2일 : 《북한 리포트》종영.
- 2003년 11월 5일 : 《저요!저요!》KBS 1TV로 이동.
- 2003년 11월 6일 : 《신나라 과학나라》KBS 1TV로 이동.
- 2003년 11월 7일 : 《신화창조의 비밀》방영 시작.
- 2003년 11월 8일 : 《주주클럽》 토요일 오후 17:10분 방송.
- 2003년 11월 9일 : 《남북의 창》3년만에 부활.
- 2003년 12월 1일 : KBS 1TV 방송 프로그램 방송 중 상단 오른쪽에서 왼쪽 로고 표시 위치 변경(KBS1), KBS 1TV 뉴스 프로그램 방송 중 상단 오른쪽의 로고 복귀(KBS → KBS1) (1TV 뉴스 프로그램은 굵은 글자 로고 표시),오른쪽 로고 표시 스포츠중계 만(KBS1)
- 2004년 9월 3일 : 《가요무대》MC 진행자 전인석 아나운서 2004년 한국방송대상 아나운서상 수상
- 2004년 10월 30일 : 《주주클럽》 토요일 마지막방송. KBS 2TV로 채널이동. 일요일로 변경.
- 2004년 10월 31일 : 《퀴즈 탐험 신비의 세계》 종영. 《경제전망대》 일요일 마지막 방송. 평일로 이동 및 (KBS 2TV)로 채널 변경.
- 2004년 11월 6일 : 《우리말 겨루기》방송 시간 변경. KBS 1TV로 채널 이전.《콘서트7080》방영 개시.
- 2005년 1월 2일 : 《영상앨범 산》방영 시작.
- 2005년 3월 3일 : 《아침마당》 <해피타임> 2005년 31기 KBS 아나운서 출연 (이정민 아나운서(현 여자 MC) 등 출연)
- 2005년 4월 26일 : 《이것이 인생이다》와 《현장르포 제3지대》종영.
- 2005년 4월 27일 : 《저요!저요!》종영.
- 2005년 4월 30일 : 《열려라 동요세상》종영.
- 2005년 5월 2일 : 《우리말 겨루기》한석준 4대 남자 MC 발탁.
- 2005년 5월 3일 : 《TV는 사랑을 싣고》가 KBS 1TV로 채널 복귀. 화요일 저녁 19시30분 방송.
- 2005년 5월 6일 : 《누가누가 잘하나》방송 시작. 한석준, 강수정 1대 MC 발탁
- 2005년 5월 6일 : 《HD 역사스페셜》2년만에 부활.
- 2005년 5월 7일 : 《특파원 현장보고 세계를 가다》방송 시작.
- 2005년 5월 8일 :  《24기 KBS 바둑왕전》KBS 코리아(이후 폐국)(현 KBS N 라이프 구 KBS 프라임으로 이관)에서 1TV로 이동.
- 2005년 10월 24일 : 《영상기록 병원 24시》종영.
- 2005년 10월 28일 : 《누가누가 잘하나》 강수정 하차.《신화창조의 비밀》종영.
- 2005년 10월 29일 : 《가족오락관》박주아 2년 임신 4개월만에 하차.
- 2005년 10월 31일 : 《경제포커스》 가을 개편에 따라 (KBS 1TV)채널 복귀.
- 2005년 11월 4일 : 《누가누가 잘하나》고민정 2대 여자 MC 발탁.
- 2005년 11월 5일 : 《러브 인 아시아》방송 시작.
- 2005년 11월 5일 :《가족오락관》박사임 17대 여자 MC 발탁.
- 2005년 11월 6일 : 《신화창조》방영 시작.
- 2005년 12월 1일 : U-KBS STAR 방송 개시, 평일 지상파 낮 방송 개시, KBS 정오뉴스가 클릭 날씨@생활과 통합, 《KBS 뉴스 12》로 확대 개편 및 《KBS 뉴스 2》방영 개시, KBS 뉴스 수화방송 (1TV) 장소를 일반 뉴스 스튜디오에서 별도로 분리하여 방영 개시.
- 2006년 1월 1일 : 《영상앨범 산》시간이 자정으로 변경.
- 2006년 3월 11일 : 《가족오락관》박사임 임신 4개월만에 하차.
- 2006년 3월 18일 : 《가족오락관》이정민 18대 여자 MC 발탁.
- 2006년 9월 24일 : 《신화창조》종영.
- 2006년 9월 29일 : 《역사스페셜》종영.
- 2006년 11월 3일 : 《과학카페》방송 시작.
- 2006년 11월 16일 : 《피플 세상속으로》목요일 마지막 방송. 금요일로 이동.
- 2005년 11월 17일 : 《누가누가 잘하나》한석준 1년만에 하차.
- 2006년 11월 18일 : 《가족오락관》이정민 임신 8개월만에 하차.
- 2006년 11월 24일 : 《피플 세상속으로》금요일 저녁 19시 30분 방송.
- 2006년 11월 25일 : 《가족오락관》김새롬 19대 여자 MC 발탁. 《특파원 현장보고 세계를 가다》가 《특파원 현장보고》로 변경.
- 2007년 1월 1일 : 《KBS 930 뉴스》, 《KBS 뉴스 5》, 《KBS 뉴스네트워크》, 《KBS 주말뉴스》 HD 방송 시작. KBS 1TV 뉴스 프로그램 스튜디오 임시 단장 및 《KBS 뉴스(1TV)》OP 변경
- 2007년 3월 1일 :  KBS 1TV 뉴스 프로그램 오픈 뉴스 스튜디오 새 단장 및 《KBS 뉴스(1TV)》OP 변경
- 2007년 4월 24일 :  '2007 KBS TV 봄 프로그램 개편 설명회'의 KBS 아나운서의 도전! 골든벨 - MC 前 오정연 등, 서울 프레스센터에서 거행함. 《TV는 사랑을 싣고》 화요일 마지막 방송. 금요일로 이동.
- 2007년 4월 26일 : 《청춘! 신고합니다》 종영.
- 2007년 4월 27일 : 《누가누가 잘하나》 고민정 3년만에 하차.《TV유치원 하나둘셋》 마지막방송. KBS 2TV로 이동.《과학카페》금요일 마지막방송. 토요일로 이동. 《피플 세상속으로》종영.
- 2007년 4월 28일 : 《러브 인 아시아》토요일 마지막방송. 목요일로 이동.
- 2007년 4월 30일 : KBS 뉴스 (1600)가 경제포커스와 통합, KBS 오늘의 경제로 확대 개편 및 HD 방송 개시 및 KBS 마감뉴스 방영 개시.
- 2007년 5월 1일 : 《오천만의 일급비밀》화요일 저녁 19:30분 방송.
- 2007년 5월 3일 :《러브 인 아시아》2007년 KBS 1TV 봄개편에 따라 목요일 저녁 19시 30분 방송.《다큐멘터리 3일》신설. (2009년 12월 26일 ) 방송.
- 2007년 5월 4일 : 《누가누가 잘하나》 이선영 3대 여자 MC 발탁.《TV는 사랑을 싣고》 금요일 저녁 19시 30분 방송. 《소비자 고발》 금요일 밤 10시 방송.
- 2007년 5월 5일 : 《과학카페》토요일 저녁 19시 10분 방송.
- 2007년 6월 16일 : 《한국사 전》방영 시작.
- 2007년 7월 1일 : 《KBS 뉴스광장》, 《KBS 뉴스 12》 HD 방송 개시
- 2007년 10월 10일 : 《대추나무 사랑걸렸네》 종영.
- 2007년 10월 24일 : 《산 너머 남촌에는》 신설.
- 2007년 10월 30일 : 《오천만의 일급비밀》화요일 마지막방송. KBS 2TV로 채널이동. 일요일로 변경.
- 2007년 11월 2일 : 《누가누가 잘하나》최동석 1년만에 하차.
- 2007년 11월 3일 : 《가족오락관》김새롬 1년만에 하차.
- 2007년 11월 9일 : 《누가누가 잘하나》전현무 3대 남자 MC 발탁
- 2007년 11월 10일 : 《가족오락관》김보민 20대 여자 MC 발탁.
- 2008년 3월 25일 : 《생로병사의 비밀》화요일 마지막방송. 일요일로 변경.
- 2008년 3월 27일 : 《다큐멘터리 3일》과《러브 인 아시아》목요일 마지막방송. 《러브 인 아시아》는 화요일로변경.《다큐멘터리 3일》은 토요일로 이동.
- 2008년 3월 29일 : 《가족오락관》김보민 임신 5개월만에 하차
- 2008년 3월 31일 :   KBS 2008 봄 개편 (KBS -1TV) 실시 및 《KBS 뉴스 9》KBS 1TV 뉴스 프로그램 오픈 뉴스 스튜디오 장소 이동.
- 2008년 4월 5일 : 《가족오락관》이선영 21대 여자 마지막 MC 발탁.
- 2008년 4월 5일 : 《다큐멘터리 3일》토요일 밤 22시 10분 방송.
- 2008년 4월 6일 : 《생로병사의 비밀》일요일로 방송. 밤 22시 20분 방송.
- 2008년 7월 26일 :  KBS 마감뉴스 주말 방영 개시(토요일 ~ 일요일 밤 12시 50분 ~ 12시 55분,5분), 《KBS 바둑왕전》 (27기) 5분 늦춰 방송시간 변경(토요일 밤 12시 55분)
- 2008년 8월 11일 :  KBS 2008 여름 개편 (KBS -1TV) 실시 및 《KBS 뉴스 9》KBS 1TV 뉴스 프로그램 새로운 디지털 뉴스 스튜디오 장소 이동.
- 2008년 10월 25일 : 《한국사 전》종영.
- 2008년 11월 14일 : 《누가누가 잘하나》전현무 前 아나운서 1년 만에 하차, 《누가누가 잘하나》이선영 아나운서 1년 반 만에 하차. 《소비자 고발》 마지막방송. KBS 2TV로 채널 이동.
- 2008년 11월 15일 : 《과학카페》와 《콘서트7080》토요일 마지막방송. 화요일로 이동.《과학카페》는 화요일로 변경.《콘서트7080》은 일요일로 변경.
- 2008년 11월 16일 : 《생로병사의 비밀》일요일 마지막방송. 목요일로 이동.
- 2008년 11월 17일 : KBS 2008 가을 개편 (KBS -1TV) 실시
- 2008년 11월 18일 : 《느티나무》방영 시작.《과학카페》화요일 밤 23시 30분 방송.
- 2008년 11월 20일 : 《생로병사의 비밀》목요일로 이동 및 밤 22시 방송.
- 2008년 11월 21일 : 《추적 60분》을 KBS 1TV로 채널 변경.
- 2008년 11월 22일 : 《역사추적》방영 시작.
- 2008년 11월 23일 : 《콘서트7080》토요일에서 일요일로 변경.
- 2009년 1월 1일 : 《카네이션 기행》종영.
- 2009년 2월 24일 : 《과학카페》화요일 마지막방송. 토요일로 이동.
- 2009년 3월 7일 :《과학카페》토요일 저녁 19시 10분 방송.
- 2009년 4월 14일 : 《신나라 과학나라》종영.
- 2009년 4월 18일 : 《가족오락관》허참, 이선영 마지막 진행 종영.
- 2009년 4월 20일 : 《인간극장》과 《TV유치원 하나둘셋》KBS 1TV로 채널 복귀.
- 2009년 6월 22일 : 《역사추적》1년 만에 종영.
- 2009년 7월 4일 : 《역사스페셜》3년만에 재부활.
- 2009년 10월 16일 : 《추적 60분》 KBS 1TV 마지막 방송. KBS 2TV로 채널 이동.
- 2009년 10월 23일 : 《소비자 고발》을 KBS 1TV로 채널 변경.
- 2009년 12월 26일 : 《다큐멘터리 3일》토요일 마지막방송. KBS 2TV로 채널 이동.

#### 디지털 시대
- 2010년 5월 6일 : 《TV유치원 하나둘셋》마지막 방송. KBS 2TV로 채널 이동.
- 2010년 5월 7일 : 《느티나무》종영과 《누가누가 잘하나》마지막 방송. 《누가누가 잘하나》는 KBS 2TV로 채널 이동.
- 2010년 5월 8일 : 《신 TV는 사랑을 싣고》종영 및 《과학카페》토요일 마지막방송. 월요일로 이동.
- 2010년 5월 10일 : 《과학카페》월요일 밤 11시 30분 방송, KBS 뉴스(1TV) OP 로고 변경 및 《우리말 겨루기》 엄지인 5대 MC 발탁.
- 2010년 5월 24일 : 《가요무대》 김동건 25년 만에 MC 발탁
- 2010년 11월 18일 : 《생로병사의 비밀》목요일 마지막 방송. 토요일로 이동.
- 2010년 11월 27일 : 《생로병사의 비밀》 토요일로 이동. 토요일 밤 8시 방송.
- 2010년 12월 26일 : 《체험 삶의 현장》과 《영상앨범 산》(KBS 1TV) 마지막 방송.《체험 삶의 현장》은 KBS 2TV로 채널 이전 및 목요일 밤으로 방송 시간 변경 및 《영상앨범 산》은 일요일로 (KBS 2TV)로 채널 변경.
- 2011년 1월 1일 : KBS 2011년 대개편. : KBS 1TV 방송 프로그램 방송 중 상단 왼쪽에서 오른쪽 로고 표시 위치 변경(KBS1), KBS 1TV 뉴스 프로그램 방송 중 상단 오른쪽에서 왼쪽 표시 변경(KBS1) (1TV 뉴스 프로그램은 굵은 글자 로고 표시)
- 2011년 1월 6일 : 《한국인의 밥상》 신설.
- 2011년 5월 25일 :《산 너머 남촌에는》수요일 마지막방송. 일요일로 이동.
- 2011년 5월 27일 : 《KBS 뉴스네트워크》뉴스 마지막 방송
- 2011년 5월 30일 : 《KBS 뉴스네트워크》에서 《KBS 뉴스 7》로 개편
- 2011년 6월 5일 : 《산 너머 남촌에는》일요일 오전 10시 방송.
- 2011년 10월 30일 《퀴즈 대한민국》 1TV 마지막 방송, 이후 2TV로 이동
- 2011년 11월 7일 : KBS TV 2011년 가을 개편
- 2011년 11월 27일 : 《KBS 뉴스 옴부즈맨》(매월 마지막 주 일요일 방송) 신설.
- 2012년 2월 26일 : 《산 너머 남촌에는》 종영.
- 2012년 3월 4일 《퀴즈 대한민국》 방송채널이 1TV에서 복귀
- 2012년 3월 5일 : KBS 1TV 방송 프로그램 방송 중 오른쪽 로고 표시 및 KBS 1TV 뉴스 프로그램 방송 중 상단 오른쪽에서 표시 통폐합(KBS1)
- 2012년 3월 31일 : 《6시 내고향》 - 5,000회 특집 방영 <경상북도 영천시 화북면 입석리에서 기념 특집 방송>
- 2012년 5월 7일 : 《과학카페》종영.
- 2012년 5월 18일 :《강연 100℃》방영 시작.
- 2012년 5월 20일 《산 너머 남촌에는 2》 방영 개시.
- 2012년 10월 8일 : 24시간 종일방송 개시,[28] 《KBS 뉴스 (500)》 재신설.
- 2012년 12월 13일 : 《역사스페셜》종영.
- 2012년 12월 31일 : 새벽 4시 아날로그 텔레비전 방송 종료
- 2013년 1월 1일 : 디지털 텔레비전 방송 전환.
- 2013년 3월 10일 : 《KBS 바둑왕전》(제31기) (결승 3국 - 최종국) (이창호 九단 - 패자 : 박정환 九단 - 승자) 2:1 역전 우승으로 노영하 九단 마지막 고별 해설자.
- 2013년 3월 17일 : 《KBS 바둑왕전》(제32기) 박정상 九단 첫 해설자.
- 2013년 4월 3일 : 《환경스페셜》14년만에 종영.
- 2013년 4월 5일 : 《강연 100℃》금요일 마지막방송. 일요일로 이동.
- 2013년 4월 6일 : 《특파원 현장보고》 1TV 마지막 방송, 이후 2TV로 이동, 《생로병사의 비밀》 토요일 마지막 방송. 수요일로 이동.
- 2013년 4월 7일 : 《퀴즈 대한민국》, 《KBS 스페셜》종영.
- 2013년 4월 8일 : KBS TV 2013년 봄 개편, 《KBS 글로벌 24》 신설 및 《긴급출동 24시》방송 시작, 《6시 내고향》 진행자 변경 - 남자 김재원 아나운서(3번 이상 재진행)(이후 단독 프로그램 하지 못함), 가애란 아나운서(첫진행)
- 2013년 4월 10일 : 《대한민국 행복발전소》방영 시작 및《생로병사의 비밀》수요일로 이동. 수요일 밤 22시 방송.
- 2013년 4월 14일 : 《강연 100℃》일요일 밤 20시 방송.
- 2013년 6월 30일 : 《전국노래자랑》 2013 상반기 결선(진행자 송해, 엄지인 아나운서) 마지막 방송으로 이후 2014년 연말 결선으로 통합 및 대체.
- 2013년 10월 16일 : 지상파 디지털 TV 방송 채널 재배치.
- 2013년 10월 21일 : KBS TV 2013년 가을 개편, 《KBS 오늘의 경제》가 《KBS 뉴스 (1400)》와 통합 KBS 뉴스토크로 확대 개편, 《KBS 글로벌 24》가 KBS 2TV로 채널 환원.
- 2013년 10월 26일 : 《역사저널 그날》방영 시작.
- 2014년 4월 2일 : 《대한민국 행복발전소》종영.
- 2014년 4월 7일 : KBS TV 2014년 봄 개편, 《시사진단》 신설,
- 2014년 4월 9일 : 《좋은나라 운동본부》부활. 수요일 저녁 19시 30분 방송.
- 2014년 4월 14일 : 《강연 100℃》일요일 밤 20시 방송. 《6시 내고향》 여자 진행자 변경 - 김솔희 아나운서
- 2014년 4월 ~ 5월 : 세월호 침몰 사고 및 KBS 노조 파업의 여파로 일부 프로그램 중단.
- 2014년 7월 13일 : 《도전! 골든벨》 <전북여자고등학교 편 - 100대 골든벨 김희주(당시 3학년)>으로 100대 골든벨 금자탑 달성 첫 골든벨이 등극한지 5,623일만에 달성(전라북도 지역은 역대 최장 공백기로 4,895일만에 등극)
- 2014년 8월 27일 : 《좋은나라 운동본부》종영.
- 2014년 9월 1일 : 《KBS 뉴스토크》에서 《KBS 뉴스 (1500)》로 명칭 변경. 《긴급출동 24시》종영.
- 2014년 12월 26일 : 《명화극장》 방송 종료
- 2014년 12월 27일 : 《사랑의 리퀘스트》 종영. (백승주(29기) 아나운서의 이후 프로그램 마지막 진행자)
- 2014년 12월 28일 : 《산 너머 남촌에는 2》 종영. 《전국노래자랑》 2014 연말 결선(진행자 송해, 이정민(31기) 前 아나운서)의 진행으로 이후 2013년 상반기 결선 폐지로 2014년 연말 결선으로 통합
- 2014년 12월 30일 : 《러브 인 아시아》화요일 마지막방송. 일요일로 이동. 《KBS 뉴스라인》이지연(37기) 아나운서 여자 마지막 앵커, 이후 뉴스프로그램 마지막 진행자.
- 2014년 12월 31일 : 《세상은 넓다》(주 5회)마지막 방송. (KBS 2TV)로 채널 이동으로 주1회 편성 변경 및《KBS 뉴스 9》 이현주(35기) 아나운서 여자 마지막 앵커, 이후 뉴스프로그램 마지막 진행자.
- 2015년 1월 1일 : KBS 2015년 대개편으로 KBS 1TV의 뉴스 프로그램 진행자 대거 변경으로 쇄신됨. 《KBS 뉴스(1TV)》OP 변경,
- 2015년 1월 1일 ~ 2018년 4월 13일 : KBS 뉴스 9 평일 앵커였던 황상무 前 기자의 주말 임시 앵커의 다른 남성 앵커 없이 단독 독덤 임시 진행
- 2015년 1월 2일 : 《KBS 뉴스 3》에서 《KBS 뉴스 4》로 명칭 변경.
- 2015년 1월 3일 : 《시니어 토크쇼 황금연못》방영 개시.
- 2015년 1월 4일 : 《러브 인 아시아》일요일 오전 11시 방송, 《도전! 골든벨》 <경기 성남 계원예술고등학교 편 - 최종문제:50번 골든벨 문제 탈락>으로 2020년 4월 5일 990회 대전동산고등학교(2번 이상 재도전) - 최종문제:46번 마지막 참가 학교(이후 참가 중단 - 미정) 이상 방송분 대개편으로 새단장으로 프로그램 명칭 OP 변경과 도전 상황의 직선 글자 자막 표시 변경과 정답 발표 모습 변경과 최후의 1인 도전자의 학생이 확정 이후 무대 세팅에서 기존 밝은 표현이 이후 어두운 밤으로 표현하여 변경함. (최종 50번 골든벨 문제까지 도전함)
- 2015년 2월 8일 : 《콘서트 7080》일요일 마지막 방송. 토요일로 이동.
- 2015년 2월 14일 : 《콘서트 7080》토요일 밤 11시 20분 방송.
- 2015년 2월 22일 : 《러브 인 아시아》종영.
- 2015년 3월 3일 : 《이웃집 찰스》방영 시작.
- 2015년 4월 6일 : 《KBS 뉴스 4》에서 《KBS 오늘의 경제》로 명칭 변경.
- 2015년 4월 12일 : 《강연 100℃》종영. ,《열린음악회》 17년만에 진행자 변경 이현주 아나운서(이후 8년만에 물러남)
- 2015년 5월 31일 : 《오! 할매》 방영
- 2015년 7월 22일 : 《오! 할매》 종영
- 2015년 9월 1일 : 지역총국 실시간방송지원
- 2015년 10월 2일 : 《TV비평 시청자데스크》 여자 진행자 변경 (백정원 아나운서(재진행)) (현재 5년 2개월 이상 진행중)
- 2016년 2월 18일 : 《KBS 스페셜》3년만에 부활.
- 2016년 4월 14일 ~ 4월 16일 : 《6시 내고향》6000회 특집 - <토종 씨앗축제> 특집으로 한마당을 펼침. (진행 및 MC 김재원(3번 이상 재진행), 김솔희 아나운서)
- 2016년 4월 22일 : 《KBS 오늘의 경제》 종영.
- 2016년 4월 25일 : KBS TV 2016년 봄 개편, 시사진단이 4시 뉴스집중으로 확대 개편, 《인간극장》내레이션 변경 (이규원 아나운서(내레이션)) (현재)
- 2016년 5월 1일 : 《도전! 골든벨》 <충북 청주 오송고등학교 편 - 최종문제:47번>으로 5분 확대(저녁 7시 10분 ~ 8시 5분)
- 2016년 6월 26일 : 《KBS 뉴스 옴부즈맨》(매월 마지막 주 일요일 방송)(진행자 故 박태남 아나운서) 종영. (종영 이후 《TV비평 시청자데스크》 코너인 <뉴스 비평>(매월 3째주 방송)으로 일부 코너 흡수와 《저널리즘 토크쇼 J》 일부 내용 통합)
- 2016년 6월 30일 : 《아침마당》 여자 MC의 1998년 6월 15일 진행 이후 18년 만에 진행자 변경 (이금희 前 아나운서)[29]
- 2016년 7월 1일 : 《아침마당》 여자 MC의 1998년 6월 15일 진행 이후 18년 만에 진행자 변경 (엄지인 아나운서(첫진행))[30]
- 2016년 8월 5일 : 《생방송 심야토론》종영.
- 2016년 8월 8일 : 방송 1시간 축소.
- 2016년 8월 : 리우 하계올림픽 중계방송으로 인하여 임시로 24시간 방송 실시.
- 2016년 8월 22일 : 방송 시작을 새벽 5시로 환원.
- 2016년 9월 4일 : 《생방송 심야토론》에서 《생방송 일요토론》으로 명칭 변경.
- 2016년 10월 2일 : 《101세의 프러포즈》방영 개시 및 《강연 100℃ 시즌 2》부활.
- 2016년 10월 8일 : 《노래가 좋아》 방영 개시.
- 2016년 10월 22일 : 《콘서트 7080》토요일 마지막방송. 금요일로 이동.
- 2016년 10월 28일 : 《콘서트 7080》 금요일 밤 11시 40분 방송.
- 2016년 12월 3일 : 《노래가 좋아》 저녁 8시에서 오전 10시30분으로 변경.
- 2016년 12월 12일 : 《아침마당》 여자 MC 진행자 변경 (오유경 前 아나운서)
- 2016년 12월 31일 ~ 2017년 1월 1일 : 《KBS 뉴스 9》 주말 임시 진행자 변경으로 다른 남자,여자 앵커 없이 단독 평일 앵커로 했던것을 진행함 (남자 - 황상무 前 기자, 김민정 前 아나운서)
- 2017년 2월 19일 : 《도전! 골든벨》 방송시간 5분 확대 및 1시간 편성(저녁 7시 10분 ~ 8시 10분)
- 2017년 2월 22일 : 《KBS 뉴스 옴부즈맨》(종영)(매월 마지막 주 일요일에 방송) 진행자였던 (故 박태남 아나운서) 별세
- 2017년 3월 19일 : 《강연 100℃ 시즌 2》종영.

#### UHD 시대
- 2017년 5월 31일 : UHD 방송 개시. UHD 소유권 KBS MBC EBS SBS OBS 함께한다.
- 2017년 9월 4일 ~ 2018년 1월 22일 : KBS 노조 파업의 여파로 일부 임시 진행(1TV 뉴스 포함)으로 대체 및 해당 1TV 프로그램 결방으로 인하여 중단 · 방송시간 단축 및 종료.
- 2017년 10월 8일 : 《도전! 골든벨》 방송 중지.
- 2017년 11월 8일 : 《아침마당》 수요일 코너 <전국 이야기 대회 - 도전! 꿈의 무대>로 첫 방영. (윤인구 아나운서의 KBS 공영방송 총 파업으로 인하여 오유경 前 아나운서 여자 MC 단독 진행)
- 2017년 12월 6일 : 《아침마당》 수요일 코너 <전국 이야기 대회 - 도전! 꿈의 무대>로 8007회 방송분의 최초로 1대 5승 이상 달성한 1대 박서진 (가수) 등극 및 탄생
- 2017년 12월 9일 : 《같이 삽시다》 방영 시작.
- 2017년 12월 31일 :  《전국노래자랑》2017 연말결선 방영 (진행 - 송해, 홍진영 가수)《도전! 골든벨》 2017 왕중왕전 편성 취소
- 2018년 1월 17일 : 《아침마당》 수요일 코너 <전국 이야기 대회 - 도전! 꿈의 무대>로 8037회 방송분의 2번째로 2대 5승 이상 달성한 2대 진달래 (가수) 등극 및 탄생
- 2018년 1월 26일 : 《TV비평 시청자데스크》 남자 진행자 변경 (이재후 아나운서) - KBS 공영방송 총 파업으로 인하여 진행기간 변경.
- 2018년 2월 8일 ~ 2월 28일 : 평창올림픽 주관방송의 《평창올림픽 라이브》 중계방송 실시.
- 2018년 3월 1일 : 《KBS 뉴스 9》KBS 뉴스 홈페이지의 과거 1987년 1월 1일 ~ 2000년 3월 31일까지 과거 다시보기 서비스 실시
- 2018년 3월 4일 : 《도전! 골든벨》 부산 부경보건고(만학도) 최종문제:44번 탈락 이후 5개월 만의 방송 재개.
- 2018년 3월 12일 : 《아침마당》 남자 MC 윤인구 아나운서의 파업 이후 복귀(오유경 前 아나운서의 여자 MC와 함께 진행함)
- 2018년 3월 21일 : 《아침마당》 수요일 코너 <전국 이야기 대회 - 도전! 꿈의 무대>로 8081회 방송분의 3번째로 3대 5승 이상 달성한 2대 임영웅 (가수) 등극 및 탄생
- 2018년 4월 16일 : KBS 1TV 2018년 봄개편. 및 《KBS 뉴스 9》 3년 3개월 16일만의 평일 앵커 변경 - 남자 김철민, 여자 김솔희 아나운서 변경, 《6시 내고향》여자 진행자 변경 - 이지연(小) 아나운서(4월 16일 ~ 5월 27일, 역대 40일 미만의 최단 여성 진행자)
- 2018년 4월 23일 : 《KBS 930 뉴스》 여자 앵커 마지막 진행자 박지현 아나운서 변경
- 2018년 5월 24일 : 《사랑의 가족》 남자 진행자 변경(장웅 아나운서) 및 내레이션 변경 (홍소연 아나운서) (이상 2명은 현재 진행중)
- 2018년 5월 28일 : 《아침마당》 김재원(21기) (2번 이상 재진행) 남자 MC(현재 진행중), 이정민(31기) 前 아나운서 여자 새 MC , 《6시 내고향》 윤인구 남자 MC(남자 MC의 새 MC의 첫 진행할 때 이름을 부르지 않았음), 가애란 아나운서 - 여자 2번 이상 재진행 MC(이상 2명의 프로그램은 현재 진행중)(이상 2개 중 1명의 프로그램의 3명 모두 진행한 프로그램은 현재 928일여(2년 6개월 이상 이후 (진행중))
- 2018년 6월 16일 : 《생방송 일요토론》에서 《엄경철의 심야토론》으로 명칭 변경.
- 2018년 6월 17일 : 《저널리즘 토크쇼 J》방송 개시.
- 2018년 6월 18일 : 4시 뉴스집중이 사사건건으로 명칭 변경.
- 2018년 6월 20일 : 《아침마당》 수요일 코너 <전국 이야기 대회 - 도전! 꿈의 무대>로 8143회 방송분의 4번째로 4대 5승 이상 달성한 3대 명지 (본명 김명지) (가수) 등극 및 탄생
- 2018년 6월 24일 : 《도전! 골든벨》902회 남자 MC 변경(강성규 아나운서)(이후 마지막 남자 MC)
- 2018년 7월 1일 : 《101세의 프러포즈》 종영.
- 2018년 7월 4일 : 《아침마당》 수요일 코너 <전국 이야기 대회 - 도전! 꿈의 무대>로 8153회 방송분의 초대 달성한 역대 4명의 5승 및 5연승의 주인공으로 최종 왕중왕을 결정하는 대결이었으며, 달성한 초대 박서진 (가수) 4대 천왕 왕중왕 우승
- 2018년 7월 5일 : 《시청자칼럼 우리사는 세상》 20년 만에 종영.
- 2018년 8월 5일 : KBS 홈페이지 개편으로 인한 최적화로 1TV 프로그램 과거 종영 프로그램과 방영 프로그램의 다시보기 일부 삭제 및 종영 프로그램 삭제(일부 2012년 ~ 2016년, 2017년 ~ 이후 ) 기준
- 2018년 8월 5일 : 《도전! 골든벨》 <908회 경기 안양 근명여자정보고등학교 편(방송일의 참가 학교명 변경 - 7월 29일 → 8월 5일(1주일 연기)) - 최종문제:45번 탈락>으로 최후의 1인 이유민( 학과 미확정 2학년,33번) 학생이 답판 위의 화이트보드 모자이크 처리로 동일 범죄 사건. (최후의 1인은 2018년 왕중왕전은 <화이트보드 모자이크 사건>으로 2018 골든벨 최후의 1인 도전자 중 유일하게도 아쉽게 불참함)
- 2018년 8월 11일 : 《같이 삽시다》 종영.
- 2018년 9월 7일 : 《콘서트 7080》금요일 마지막방송. 토요일로 이동.
- 2018년 9월 8일 : 《KBS 뉴스 (500)》 종영
- 2018년 9월 9일 : 《도전! 골든벨》 <913회 - 특집 청소년 참여법정 참여인단 편 - 최종문제:50번 골든벨 문제 탈락>으로 프로그램명 로고 3개월 8개월 만의 변경
- 2018년 9월 10일 : 《KBS 930 뉴스》 남자 앵커 진행자 김은성 아나운서 변경,《오늘밤 김제동》 신설.
- 2018년 9월 14일 : 《추적 60분》 금요일 밤 10시 50분 변경 및 KBS 1TV로 채널 환원.
- 2018년 9월 15일 : 《콘서트 7080》 토요일 밤 23시 40분으로 이동.
- 2018년 9월 28일 : 《TV는 사랑을 싣고》 8년 만에 부활.
- 2018년 10월 7일 : 《도전! 골든벨》 <2018 제4회 한글 골든벨 편 - 최종문제:49번 탈락> 2명 진행자(KBS 43기 공채 아나운서) 강성규 아나운서와 함께 진행한 여자 MC 이혜성 前 아나운서의 이씨 여자 아나운서에만 최초로 진행함
- 2018년 10월 31일 : 《비상소집 - 전국이장회의》방영 개시.
- 2018년 11월 3일 : 《콘서트 7080》 14년 만에 종영.
- 2018년 11월 16일 :《거리의 만찬》방영 시작.
- 2018년 11월 24일 :《김영철의 동네 한 바퀴》방송 시작.
- 2018년 11월 29일 : 《KBS 뉴스라인》 24년 만에 임시 종영.
- 2018년 12월 3일 : 《KBS 뉴스라인》임시 종영으로 KBS 마감뉴스 개편 및 재방영 개시.
- 2018년 12월 30일 :  《전국노래자랑》2018 연말결선 방영 (진행 - 송해, 홍진영 가수)《도전! 골든벨》 2018 왕중왕전 재편성
- 2019년 1월 1일 : KBS 1TV 2019년 KBS 대개편. KBS 1TV 뉴스 프로그램《KBS 뉴스 9 평일 - 엄경철 앵커, 이각경 아나운서(이상 2명의 평일 앵커 중 마지막 남성 앵커, 여자 아나운서 마지막 앵커)》주말 임시 앵커의 다른 남성 앵커 없이 단독 독덤 임시 진행 , 《KBS 뉴스 7 - 김솔희 아나운서》 방송 변경 및 진행자 변경 및 . 《KBS 뉴스(1TV)》OP 변경
- 2019년 2월 16일 : 《엄경철의 심야토론(진행자 엄경철 - 前 KBS 뉴스 9 평일 앵커)》에서 《생방송 심야토론》으로 명칭 환원.
- 2019년 3월 10일 : 《도전! 골든벨》 <939회 대구 운암고등학교 편 - 최종문제:50번 골든벨 문제 등극, 125대 골든벨 송명(당시 2학년), 남학생은 630일만에 등극, 역대 2번째로 여자MC 첫진행으로 2,251일만에 등극함>으로 강서은 아나운서의 역대 진행자 중 여자MC의 30대가 진행자 변경(여자 아나운서에만 진행함)
- 2019년 4월 5일 : 《TV비평 시청자데스크》 남자 진행자 변경 (김태규 아나운서)
- 2019년 6월 2일 : 《일요진단》에서 《일요진단 라이브》로 명칭 변경.
- 2019년 6월 12일 : 《비상소집 - 전국이장회의》종영.
- 2019년 8월 29일 : 《오늘밤 김제동》 종영.
- 2019년 8월 30일 : 《추적 60분》 36년 만에 종영.
- 2019년 9월 1일 : 《도전! 골든벨》962회 남자 MC 변경 (박지원 아나운서)(이후 마지막 여자 MC)
- 2019년 9월 16일 : 2019년 KBS 가을편성변경 실시, 《1TV KBS 뉴스 2》(2TV KBS 2시 뉴스타임에서 채널 이동과 이후 2TV KBS 3시 뉴스타임 6년 만의 재편성, 및《다큐멘터리 3일》이 (KBS 1TV)로 채널 환원,《거리의 만찬》이 (KBS 2TV)로 채널 이동.
- 2019년 9월 20일 : 《다큐멘터리 3일》채널 이동 및 금요일 밤 22시방송.
- 2019년 9월 23일 : 《더 라이브》 방송 개시.
- 2019년 9월 26일 : 《KBS스페셜》종영.
- 2019년 10월 3일 : 《다큐 인사이트》 방송 개시.
- 2019년 10월 4일 : 《시사직격》 방송 개시.
- 2019년 10월 20일 : 《도전! 골든벨》 <968회 인천영선고등학교 편 - 최종문제:49번 탈락>으로 프로그램명 로고 변경(2014년 12월 28일 이후 복귀)
- 2019년 11월 25일 : 《KBS 뉴스 9》평일 앵커 변경으로 여성 최초로 기자가 앵커로 진행(이소정 기자 - 남성 아나운서(최동석 아나운서)가 최초로 진행, 《KBS 뉴스광장》 여자 앵커 변경 (김도연 아나운서)
- 2019년 11월 30일 : 《KBS 뉴스 9》주말 앵커 변경 (남성 - 정연욱 기자, 여성 - 박지원(45기) 아나운서, 《KBS 뉴스광장》 남자 앵커 변경(위재천 기자)
- 2019년 12월 3일 :《바다 건너 사랑》방송 시작.
- 2019년 12월 29일 : 《KBS 바둑왕전》 38기 끝으로 임시 종영.
- 2020년 3월 4일 : 《코로나19 통합뉴스룸》방송 시작.
- 2020년 3월 22일 : 《도전! 골든벨》(988회 충북 청주여자고등학교 (2번 이상 재도전) (131대 골든벨 류한나 - 당시 2학년(현 3학년 재학중)) 마지막 골든벨 <명예의 전당>의 최후의 등극자.
- 2020년 3월 30일 : 《6시 내고향》 7,000회 특집 - 《6시 내고향 함께 해준 당신, 고맙습니다》특집 방송 편성
- 2020년 4월 5일 : 《도전! 골든벨》 마지막 참가학교의 회차(990회 대전동산고등학교 (2번 이상 재도전) 최종문제:46번 - 과거 첫도전(2001년 12월 30일 방영 당시-2001년 마지막 방송) 방영.
- 2020년 6월 19일 : 《TV는 사랑을 싣고》종영.
- 2020년 6월 20일 : 《노래가 좋아》마지막 방송(KBS 2TV)로 채널 이동. 매주 화요일 밤 8시 30분.
- 2020년 6월 23일 : 《바다 건너 사랑》화요일 마지막방송. 일요일로 이동.
- 2020년 6월 25일 : 《사랑의 가족》 목요일 마지막방송. 토요일로 이동.
- 2020년 6월 26일 : 《한국인의 노래》방송 시작. 《다큐멘터리 3일》마지막방송. (KBS 2TV)로 채널 이동. 일요일 밤 11시 5분 방송. KBS 뉴스 7 마지막 남자 앵커(박노원 아나운서), KBS 뉴스 9 평일 마지막 남자 앵커 (최동석 아나운서)
- 2020년 6월 28일 : 《도전! 골든벨》종영.
- 2020년 6월 29일 :  KBS 부분조정 개편(1TV) 실시. 《KBS 뉴스 2》 최초로 여자 앵커 진행으로 변경(이규원 아나운서- 17년 만의 뉴스 진행), 《KBS 뉴스 7》 남자 앵커 변경으로 2번 이상 재진행(이규봉 아나운서),《KBS 뉴스 9》평일 남자 앵커 변경으로 남성 2번째로 앵커로 진행(박노원 아나운서),《KBS 뉴스라인》 1년 7개월 만에 재신설.
- 2020년 7월 1일 : 《생로병사의 비밀》 진행자 변경 (김솔희 아나운서)
- 2020년 7월 4일 : 《사랑의 가족》 토요일로 이동 및 오후 13시 10분 방송.
- 2020년 7월 5일 : 《바다 건너 사랑》개편에 따라 일요일 밤 22시 30분 방송.
- 2020년 8월 2일 : 《이슈 픽 쌤과 함께》방송 시작(저녁 7시 10분 ~ 8시 5분,55분 편성).
- 2020년 8월 21일 : 《한국인의 노래》종영.
- 2020년 8월 28일 : 《인간극장 플러스+》방영.
- 2020년 9월 3일 : 《KBS 뉴스 9》수화 방송 실시
- 2020년 9월 5일 : 《KBS 뉴스광장》(토요일) 여자앵커 변경 (백정원 아나운서)
- 2020년 9월 13일 : 《KBS 바둑왕전》 39기로 재부활.
- 2020년 10월 18일 《바다 건너 사랑》종영.
- 2020년 10월 19일 : 《6시 내고향》남성 MC 윤인구 아나운서(현재 진행중)(KBS 아나운서실 한국어연구부 부장) - 제42회 외솔상 실천부문 수상(세종대왕기념관 앞뜰에서 시상)
- 2020년 10월 25일 : 《KBS 스포츠 9 주말》 마지막 진행자 방송 (김종현 아나운서)
- 2020년 10월 30일 :  《TV비평 시청자데스크》금요일 마지막 방송(오후 1시 ~ 2시)
- 2020년 10월 31일 : 《KBS 스포츠 9 주말》 진행자 변경 (김선근 아나운서)
- 2020년 11월 1일 : 《이슈 픽 쌤과 함께》일요일 마지막 방송 (저녁 7시 10분 ~ 8시 5분, 55분)
- 2020년 11월 11일 : 《이슈 픽 쌤과 함께》수요일로 이동(저녁 7시 40분 ~ 8시 30분, 50분)
- 2020년 11월 8일 :  《TV비평 시청자데스크》일요일로 이동(오전 9시 5분 ~ 10시 5분), 《명견만리 Q100》방영 개시 - 일요일에 방송(방송기간 11월 8일 ~ 12월 27일)(저녁 7시 10분 ~ 8시 5분,55분 편성)
- 2020년 11월 20일 : 《재난탈출 생존왕》방송 시작.
- 2020년 11월 29일 : 《KBS 바둑왕전》 39기 끝으로 임시 종영.
- 2020년 12월 12일 : 《김영철의 동네 한 바퀴》- 100회 방송
- 2021년 1월 1일 : 《뉴스프로그램 개편》
- 2021년 1월 7일 : 《한국인의 밥상》 - 방송 10주년
- 2021년 2월 17일 ~ 2월 19일 : 《아침마당》 여자 MC 이정민 아나운서의 개인 사정으로 인하여 해당 방송분은 김솔희 아나운서(현 여자MC)가 대신 진행.
- 2021년 2월 22일 : 《불편해도 괜찮아》방송 시작.
- 2021년 4월 18일 : 《질문하는 기자들 Q》방송 개시(첫방송)(진행 김솔희 아나운서).
- 2021년 4월 26일 : 《KBS 뉴스라인》 새 앵커 진행. (최영철 기자)
- 2021년 5월 17일 ~ 5월 21일 : 《아침마당》, 《6시 내고향》 총 30년 돌파로 아침마당 30주년 특집(아침마당 30th), 6시 내고향 30주년 특집 기념 행사
- 2021년 5월 26일 : 《신장개업 운동맛집》방영 시작.
- 2021년 5월 31일 : KBS 1TV 디자인 새단장.
- 2021년 6월 11일 : 《KBS 뉴스 7》 마지막 여자 앵커(김솔희 아나운서), KBS 뉴스 9 평일 마지막 남자 앵커 (박노원 아나운서)
- 2021년 6월 13일 : 《KBS 뉴스 9》 마지막 남자 앵커(정연욱 기자)
- 2021년 6월 14일 : 《KBS 뉴스 7》 새 여자 앵커(이지연(37기) 아나운서),《KBS 뉴스 9》 평일 남자 앵커 변경으로 남성 3번째로 앵커로 진행 (이영호(28기) 아나운서) 변경
- 2021년 6월 18일 : 《아침마당》 여자 마지막 MC 및 출산휴가로 인하여 여자MC 진행 하차 (이정민(31기) 아나운서)
- 2021년 6월 19일 : 《KBS 뉴스 9》 주말 새 남자 앵커 변경 (이재석 기자)
- 2021년 6월 21일 : 《아침마당》 여자 새 MC (김솔희 아나운서)(김씨 여자MC 최초로 진행 및 첫 진행 및 여자MC의 첫 진행시 이름 부르지 못하고 인사와 소개를 하지 못함)
- 2021년 7월 19일 : UHD 다채널 방송 개시.
- 2021년 8월 20일 : 《재난탈출 생존왕》종영.
- 2021년 10월 1일 : 지역 총국 1TV UHD가 전국 케이블 UHD로 확대.
- 2021년 10월 24일 : 《KBS 바둑왕전》 39기로 재부활.
- 2021년 12월 1일 :《일꾼의 탄생》방송 시작.
- 2021년 12월 3일 : 《자연의 철학자들》방송 시작.
- 2022년 1월 14일 : 《자연의 철학자들》종영.
- 2022년 1월 21일 :《동물극장 단짝》방영 시작.
- 2022년 1월 26일 :《불편해도 괜찮아》종영.
- 2022년 3월 4일 : KBS 뉴스 7 여자 마지막 앵커 이지연 37기 아나운서
- 2022년 3월 6일 : 《질문하는 기자들 Q》종영.
- 2022년 3월 7일 : KBS 뉴스 7 여자 새 앵커 변경 박소현 42기 아나운서
- 2022년 4월 22일 : 《동물극장 단짝》금요일 마지막 방송. 토요일로 이동.
- 2022년 4월 24일 : 《노래가 좋아》채널 이동 및 일요일 오전 9시 5분 방송.
- 2022년 4월 29일 : 《자연의 철학자들》3개월만에 방송 시작.
- 2022년 4월 30일 : 《동물극장 단짝》토요일 밤 8시 5분 방송.
- 2022년 5월 1일 : 《시사멘터리 추적》방영 시작.
- 2022년 5월 7일 : 《청춘야구단: 아직은 낫아웃》방송 시작.
- 2022년 5월 8일 : 《예썰의 전당》방송 시작.
- 2022년 5월 14일 : 《불편해도 괜찮아》 방영 시작.
- 2022년 6월 12일 : 《전국노래자랑》 국민 MC 송해 추모특집 Live 방송.
- 2022년 6월 13일 ~  6월 24일 : 《인간극장》 임시 내레이션 백승주(29기) 아나운서
- 2022년 6월 30일 : 《주문을 잊은 음식점》방송 시작.
- 2022년 7월 9일 : 《이만기의 동네 한 바퀴》김영철하차 후임은 이만기투입
- 2022년 7월 30일 : 《주문을 잊은 음식점》종영.
- 2022년 8월 20일 : 《청춘야구단: 아직은 낫아웃》종영.
- 2022년 8월 27일 : 《100인의 리딩쇼 지구를 읽다》방영 시작.
- 2022년 9월 10일 : 《한식 연대기》방송 시작.
- 2022년 9월 22일 : 《한식 연대기》종영.
- 2022년 10월 2일 : 《코로나19 통합뉴스룸》종영.
- 2022년 10월 15일 : 《100인의 리딩쇼 지구를 읽다》종영.
- 2022년 12월 3일 : 《환경스페셜 2》2TV에서 1TV변경. 5개월 9일째만에 재부활.
- 2022년 12월 10일 : 《생방송 심야토론》종영.
- 2022년 12월 25일 : 《시사멘터리 추적》종영.
- 2023년 3월 4일 : 《환경스페셜 2》종영.
- 2023년 1월 2일 《6시 내고향》 남자 새 MC 변경 취소 및 여자 새 MC 아님 및 재진행 MC 복귀 (가애란 아나운서) (7682회 신년특집)
- 2023년 4월 28일 : 《아침마당》 여자 마지막 6번째 MC (김솔희 아나운서)(여자 아나운서 6명 이후 마지막 최후의 진행자)
- 2023년 4월 28일 : 《KBS 뉴스 5》 여자 마지막 앵커 전주리 아나운서
- 2023년 5월 1일 : 《아침마당》 남자 1980년대 출생의 최초로 진행 아님(현재 재진행 MC를 그대로 유지함), 여자 7번째 새 MC 아님 및 재진행 MC 변경 (엄지인 아나운서)(재진행 여자MC의 첫 진행시 이름 부르지 못하고 2번 이상 첫진행 및 재진행에서만 아쉽게 이름을 부르지 못함)
- 2023년 5월 1일 : 《KBS 뉴스 5》 여자 새 MC 아님 및 재진행 앵커 변경 김지윤 아나운서, 《KBS 뉴스 7》 남자 진행 앵커 변경 강성규 아나운서.
- 2023년 5월 15일 :  프로그램에서 - 제목 변경한다
- 2023년 5월 25일 : 《더 라이브》 KBS 2TV로 채널 변경.
- 2023년 5월 29일 : KBS 1TV, 2TV 신설 개편.
- 2023년 6월 4일 :《노래가 좋아》종영.《TV비평 시청자데스크》 오전 10시 10분 마지막 방송과 《TV쇼 진품명품》오전 11시 마지막방송. 《UHD 명품관》방영 시작.
- 2023년 6월 11일 :《박원숙의 같이 삽시다3》 방영 시작 및 《TV쇼 진품명품》은 오전 10시 10분으로 변경 및 《TV비평 시청자데스크》는 오전 11시로 변경.
- 2023년 6월 30일 :《자연의 철학자들》, 《시사직격》종영.
- 2023년 7월 7일 : 《추적 60분》 재부활로 방영 재개.
- 2023년 9월 1일 : 《KBS 뉴스 7》 여자 마지막 앵커 박소현(42기) 아나운서
- 2023년 9월 4일 : 《KBS 뉴스 7》 여자 새 MC 아님 및 재진행 앵커 변경 김솔희 아나운서, 2년 2개월만에 재진행 앵커로 복귀했으나 아쉽게 첫진행 이후 2번 이상 재진행시 름 부르지 못함[31]
- 2023년 9월 10일 : 《열린음악회》 8년만에 진행자 마지막 하차 이현주 아나운서
- 2023년 9월 17일 : 《열린음악회》 8년만에 진행자 변경 박소현(42기) 아나운서[32]
- 2023년 11월 10일 : 《KBS 뉴스 9》 여자 마지막 앵커 이소정(29기) 기자 및 남자 마지막 앵커 이영호(29기) 아나운서
- 2023년 11월 13일 : 《KBS 뉴스 9》 새 남자 앵커 박장범 기자, 새 여자 앵커 박지원(45기) 아나운서[33] (아쉽게 2명 동시 변경시 이름 부르지 못함), 《KBS 스포츠 9 》 새 여자 앵커 평일 이윤정 아나운서 진행(아쉽게 첫 앵커 진행시 이름 부르지 못함)[34]
- 2023년 12월 30일 : 《동물극장 단짝》 종영.
- 2024년 1월 21일 : 《박원숙의 같이 삽시다 3》 KBS 1TV 마지막 방송 KBS 2TV로 채널 변경.
- 2024년 2월 2일 : 《무엇이든 물어보세요》 마지막 방송 KBS 2TV로 채널 변경[35]. (이후 여자MC 이슬기 아나운서 마지막 MC 여자 및 최후의 단일 마지막 진행자)
- 2024년 2월 11일 : 《역사저널 그날》 종영.
- 2024년 2월 18일 : 《UHD 명품관》 종영.
- 2024년 3월 6일 : 《생로병사의 비밀》 여자 마지막 MC (이각경 아나운서)(새 여자MC 단일 최후의 마지막)
- 2024년 3월 13일 : 《생로병사의 비밀》 여자 새 MC 아님 및 재진행 MC 변경 (엄지인 아나운서)(재진행 여자MC 재진행시 아쉽게 이름 부르지 못함)
- 2024년 3월 15일 : 《반려동물극장》 평일 금요일 19:40 KBS 1TV로 채널 변경.
- 2024년 6월 26일 : 《일꾼의 탄생》 종영,
- 2024년 7월 3일 : 《우리집 금송아지》 평일 수요일 19:40 KBS 1TV로 채널 변경.
- 2025년 4월 13일 : 《여의도 라이브》 방영 시작.
- 2025년 5월 25일 : 《여의도 라이브》 종영.
- 2025년 6월 4일 : 《우리집 금송아지》 수요일 마지막 방송,
- 2025년 6월 11일 : 《일꾼의 탄생 2》 방영 시작.
- 2025년 6월 16일 : 《우리집 금송아지》 월요일 밤으로 변경,
- 2025년 8월 4일 : 《우리집 금송아지》 종영.
- 2025년 8월 11일 :《무엇이든 물어보세요》 평일 월 ~ 금 오전 10시 KBS 1TV로 채널 변경.

## 로고
2018년 9월 3일 ~ 현재

## 로고송
현재기준
- 2001년 3월 1일 ~ 현재 : "정성을 다하는 국민의 방송 KBS 한국방송": 주로 KBS 1TV 프로그램, KBS 뉴스 9(1TV 메인뉴스), KBS 뉴스 (KBS 1TV) 등의 시작 전에 사용되는 로고송이다.
- 2024년 10월 1일 ~ 현재 : "항상 함께 국민의 방송 내 곁에 밝은 내일 밝은 세상을 원해 언제나 정다운 마음과 진심을 전해 KBS 한국방송"

전기준
- 1962년 1월 15일 ~ 1973년 2월 28일 : 정지된 그림과 함께 여성 내레이터가 "중앙방송국입니다."라고 말했다.
- 1973년 3월 1일 ~ 1980년 11월 30일 : 정지된 그림과 함께 여성 내레이터가 "KBS 텔레비전입니다."라고 말했다.
- 1980년 12월 1일 ~ 1984년 3월 31일 : 정지된 그림과 함께 여성 내레이터가 "KBS 제1텔레비전입니다."라고 말했다.
- 1984년 3월 1일 ~ 1994년 10월 28일 : KBS 라디오 노래 "영원한 우리들의 KBS KBS" MR 버전
- 1988년 9월 12일 ~ 1988년 9월 30일 : "서울 올림픽을 세계에 보여주는 우리의 K B S"[36]
- 1993년 10월 18일 ~ 1994년 10월 9일 : "KBS KBS 제1텔레비전"
- 1994년 10월 10일 ~ 2001년 2월 28일 : "정성을 다하는 국민의 방송 KBS"
- 2018년 8월 13일 ~ 2018년 8월 26일 : "함께 하는 평화, 함께 여는 미래 국민의 방송 KBS"

## DMB
2005년 12월 1일부터 DMB 방송국 U-KBS가 개국하였다.

## 프로그램

### 드라마
| 방송 시간                   | 제목                        | 등급 | 비고               |
| --------------------------- | --------------------------- | ---- | ------------------ |
| 평일 저녁 8시 30분 ~ 밤 9시 | 일일 드라마 (대운을 잡아라) | 15   | 마리와 별난 아빠들 |

### 영화
| 방송 시간                       | 제목            | 비고 |
| ------------------------------- | --------------- | ---- |
| 평일 금 밤 11시 30분            | 독립영화관      |      |
| 주말 토 밤 11시 5분 ~ 11시 45분 | 인생이 영화     |      |
| 평일 월 밤 12시                 | 한국영화 클래식 |      |

### 음악
| 방송 시간                          | 제목         | 비고 |
| ---------------------------------- | ------------ | ---- |
| 평일 월 밤 10시 ~ 10시 55분        | 가요무대     |      |
| 주말 토 낮 12시 10분 ~ 오후 1시    | 국악한마당   |      |
| 휴일 일 낮 12시 10분 ~ 낮 1시 30분 | 전국노래자랑 |      |
| 휴일 일 저녁 6시 ~ 저녁 7시        | 열린음악회   |      |

### 시사교양
| 방송 시간                                  | 제목                           | NEWS 24                          | 수화 및 지역방송 여부           | 비고                      |
| ------------------------------------------ | ------------------------------ | -------------------------------- | ------------------------------- | ------------------------- |
| 평일 월 ~ 목 새벽 5시 10분 ~ 아침 6시      | 내고향 스페셜                  |                                  | 무                              |                           |
| 평일 아침 7시 50분 ~ 8시 25분              | 인간극장                       |                                  | 무                              | 뉴스특보 결방 / (토) 편성 |
| 평일 월 ~ 금 아침 8시 25분 ~ 오전 9시 30분 | 아침마당                       |                                  | 일부 지역 자체방송              | 평일 (금)                 |
| 평일 월 ~ 금 아침 8시 25분 ~ 오전 9시 30분 | 아침마당                       | 요일별 코너로 편성됨             | (수) 코너는 도전!꿈의 무대 참조 |                           |
| 평일 월 ~ 금 오전 10시 ~ 11시 10분         | 무엇이든 물어보세요            |                                  | 무                              |                           |
| 평일 월 오후 1시 ~ 1시 50분                | 네트워크 공동기획 문화스케치   |                                  | 무                              |                           |
| 평일 화 ~ 금 오후 1시 ~ 1시 50분           | KBS 네트워크 특선              |                                  | 무                              | 인사이드 경인             |
| 평일 금 새벽 5시 10분 ~ 아침 6시           | KBS 네트워크 특선              | 평일 목 경기,인천                | 무                              |                           |
| 평일 수 오후 2시 10분 ~ 3시 10분           | 열린채널                       |                                  | 무                              | 시청자 참여 제작 프로그램 |
| 평일 수 오후 2시 10분 ~ 3시 10분           | 열린채널                       | 부산 제작                        | 무                              |                           |
| 평일 월 ~ 금 오후 5시 30분 ~ 저녁 6시      | 동물의 왕국                    |                                  | (평일 지역 휴일 공휴일 전국)    | 제작 KBS미디어            |
| 주말 휴일, 토, 일 오후 5시 10분 ~ 저녁 6시 | 동물의 왕국                    | (주말 휴일 전국)                 |                                 | 제작 KBS미디어            |
| 평일 월 ~ 금 저녁 6시 ~ 7시                | 6시 내고향                     |                                  | 무                              | 지역 네트워크 연결        |
| 평일 월 ~ 금 저녁 6시 ~ 7시                | 6시 내고향                     | 다시보기의 내용은 1주일에 올려짐 | 무                              |                           |
| 평일 월 저녁 7시 40분 ~ 8시 30분           | 우리말 겨루기                  |                                  | 무                              | 4명의 도전하여 도전자 중  |
| 평일 월 저녁 7시 40분 ~ 8시 30분           | 우리말 겨루기                  | 최후의 1인 도전자                | 무                              |                           |
| 평일 월 밤 11시 35분 ~ 12시 25분           | 미정                           |                                  | 무                              |                           |
| 평일 화 새벽 1시 5분 ~ 1시 55분            | 생활의 발견                    |                                  | 무                              |                           |
| 평일 수 밤 12시 55분 ~ 새벽 1시 45분       | 생활의 발견                    |                                  | 무                              |                           |
| 평일 화 저녁 7시 40분 ~ 8시 30분           | 이웃집 찰스                    |                                  | 무                              | 지역 방송(일부)           |
| 평일 화 밤 10시 ~ 10시 50분                | 시사기획 창                    |                                  | 무                              | 지역 방송(일부)           |
| 평일 수 저녁 7시 40분 ~ 8시 30분           | 일꾼의 탄생 2                  |                                  | 무                              | 지역 방송(일부)           |
| 평일 수 밤 10시 ~ 10시 50분                | 생로병사의 비밀                |                                  | 무                              |                           |
| 평일 목 저녁 7시 40분 ~ 8시 30분           | 한국인의 밥상                  |                                  | 무                              |                           |
| 평일 목 밤 10시 ~ 10시 50분                | 다큐 인사이트                  |                                  | 무                              |                           |
| 평일 금 저녁 7시 40분 ~ 8시 30분           | 스카우트 6 얼리어잡터          |                                  | 무                              | 대구,경북만 방송          |
| 평일 금 밤 10시 ~ 10시 50분                | 추적 60분                      |                                  | O                               |                           |
| 평일 금 밤 12시 ~ 새벽 1시 40분            | KBS 중계석                     |                                  | 무                              |                           |
| 주말 토 아침 5시 10분 ~ 6시                | 트레킹노트 세상을 걷다         |                                  | O 무                            |                           |
| 주말 토 아침 7시 50분 ~ 8시 30분           | 남북의 창                      |                                  | 무                              |                           |
| 주말 토 아침 8시 30분 ~ 오전 9시 30분      | 시니어토크쇼 황금연못          |                                  | 무                              |                           |
| 주말 토 오전 9시 40분 ~ 10시 30분          | 걸어서 세계속으로              |                                  | 무                              |                           |
| 주말 토 오전 11시 10분 ~ 낮 12시           | 사랑의 가족                    |                                  | 수, 무                          | 화면 해설 방송            |
| 주말 토 저녁 6시 ~ 6시 55분                | 동행                           |                                  | 무                              |                           |
| 주말 토 저녁 7시 10분 ~ 8시 5분            | 동네 한 바퀴                   |                                  | 무                              |                           |
| 주말 토 밤 9시 30분 ~ 10시 15분            | 특파원 보고 세계는 지금        |                                  | O                               | Live                      |
| 주말 토 밤 10시 15분 ~ 11시 5분            | 다큐On                         |                                  | 무                              |                           |
| 휴일 일 아침 7시 10분 ~ 7시 15분           | 여긴 어디?                     |                                  | 무                              |                           |
| 휴일 일 아침 8시 ~ 오전 9시                | 일요진단 라이브                |                                  | O                               | Live                      |
| 휴일 일 오전 10시 10분 ~ 11시 10분         | TV비평 시청자데스크            |                                  | O                               |                           |
| 휴일 일 오전 11시 10분 ~ 낮 12시           | TV쇼 진품명품                  |                                  | 무                              |                           |
| 휴일 일 오후 1시 30분 ~ 2시 20분           | 바다 건너 사랑 4               |                                  | 무                              |                           |
| 휴일 일 저녁 7시 10분 ~ 8시 5분            | 이슈 픽 쌤과 함께              |                                  | O                               |                           |
| 휴일 일 저녁 8시 5분 ~ 밤 9시              | KBS 다큐 클래식                |                                  | 무                              |                           |
| 휴일 일 밤 9시 30분 ~ 10시 20분            | 미정                           |                                  | O                               |                           |
| 휴일 일 밤 10시 20분 ~ 11시                | 더 보다                        |                                  | 무                              |                           |
| 매년 12월 하순                             | KBS 국악대상                   |                                  | 무                              |                           |
| 매년 12월 31일                             | 새해맞이 특별생방송 (새날마중) |                                  | 무                              | Live                      |

### 스포츠 및 국회
| 방송 시간                        | 제목              | 광고 | 비고 |
| -------------------------------- | ----------------- | ---- | ---- |
| 주말 토 새벽 1시 15분 ~ 2시 45분 | KBS 스포츠 중계석 |      |      |
| 평일 주말 휴일                   | K리그 2025        | 가상 | Live |
| 평일 주말 휴일                   | 배구              | 가상 | 일부 |
| 평일 주말 휴일                   | 프로농구          | 가상 | 일부 |
| 매년 설날 추석                   | 씨름              | 가상 | 일부 |
| 평일                             | 국회              |      | 일부 |
| 평일                             | 국회              | 중계 |      |

### 어린이
| 방송 시간                        | 제목           | 비고 |
| -------------------------------- | -------------- | ---- |
| 평일 목 오후 2시 10분 ~ 2시 40분 | 방과 후 초능력 |      |

### 애니
| 방송 시간                        | 제목                         | 비고 |
| -------------------------------- | ---------------------------- | ---- |
| 주말 토 오후 2시 ~ 2시 15분      | 댕댕 어드벤처                |      |
| 주말 토 오후 2시 15분 ~ 2시 30분 | NEW 엉뚱발랄 콩순이와 친구들 |      |
| 주말 토 오후 2시 30분 ~ 2시 45분 | 멍, 풀구                     |      |
| 주말 토 오후 2시 45분 ~ 3시      | 또봇: 대도시의 영웅들 시즌 2 |      |
| 주말 토 오후 3시 ~ 3시 15분      | 버디랜드의 친구들            |      |

### 뉴스
| 방송 시간                                 | 제목            | NEWS D, 동시 | 자막, 수화, 다중 무 | 비고           | 비고           | 비고 |
| ----------------------------------------- | --------------- | ------------ | ------------------- | -------------- | -------------- | ---- |
| 평일 월 ~ 금, 주말 토 아침 6시 ~ 7시 50분 | KBS 뉴스광장    |              | 자, 수              | 평일 지역      | 평일 지역      | Live |
| 평일 월 ~ 금 오전 9시 30분 ~ 10시         | KBS 뉴스 930    |              | 자, 수, 다          | 평일 지역      | 평일 지역      | Live |
| 평일 월 ~ 금 낮 12시 ~ 오후 1시           | KBS 뉴스 12     |              | 자, 수              |                |                | Live |
| 평일 월 ~ 금 오후 2시 ~ 2시 10분          | KBS 뉴스 2      |              | 자, 수              |                |                | Live |
| 평일 월 ~ 금 오후 4시 ~ 5시               | 사사건건        |              | 무                  |                |                | Live |
| 평일 월 ~ 금 오후 5시 ~ 5시 30분          | KBS 뉴스 5      |              | 자, 수              |                |                | Live |
| 평일 월 ~ 금 저녁 7시 ~ 7시 40분          | KBS 뉴스 7      |              | 자, 수              | 평일 지역      | 평일 지역      | Live |
| 평일 월 ~ 금 밤 9시 ~ 10시                | KBS 뉴스 9      |              | 자, 수              | 평일           | 지역           | Live |
| 주말, 휴일 토, 일 밤 9시 ~ 9시 30분       | KBS 뉴스 9      |              | 자, 수              | 주말           | 지역           | Live |
| 평일 월 ~ 금 밤 9시 45분 ~ 10시           | KBS 스포츠 9    |              | 자, 수              |                |                | Live |
| 주말, 휴일 토, 일 밤 9시 25분 ~ 9시 30분  | KBS 스포츠 9    |              | 자, 수              |                |                | Live |
| 평일 월 밤 10시 55분 ~ 11시 35분          | KBS 뉴스라인 W  |              | 자, 수              |                |                | Live |
| 평일 화 ~ 금 밤 10시 50분 ~ 11시 30분     | KBS 뉴스라인 W  |              | 자, 수              |                |                | Live |
| 주말 토 오전 9시 30분 ~ 9시 40분          | KBS 뉴스 (주말) |              | 자, 수              |                |                | Live |
| 주말, 휴일 토, 일 낮 12시 ~ 12시 10분     | KBS 뉴스 (주말) |              | 자, 수              |                |                | Live |
| 주말, 휴일 토, 일 오후 5시 ~ 5시 10분     | KBS 뉴스 (주말) |              | 자, 수              |                |                | Live |
| 주말, 휴일 토, 일 저녁 7시 ~ 7시 10분     | KBS 뉴스 (주말) |              | 자, 수              |                |                | Live |
| 휴일 일 아침 7시 ~ 7시 10분               | KBS 뉴스 (주말) |              | 자, 수              |                |                | Live |
| 주말 토 밤 11시 45분 ~ 11시 55분          | KBS 뉴스 (2400) |              | 자, 수, 다, 무      | 주말 휴일 편성 | 주말 휴일 편성 | Live |
| 휴일 일 밤 11시 50분 ~ 12시               | KBS 뉴스 (2400) |              | 자, 수, 다, 무      | 주말 휴일 편성 | 주말 휴일 편성 | Live |
| 무작위                                    | KBS 뉴스특보    |              | 자, 수, 다          |                |                | Live |

## 방송 시간
| 요일 및 시간 분    | 01 | 02 | 03 | 04 | 05 | 06 | 07 | 08 | 09 | 10 | 11 | 12 | 13 | 14 | 15 | 16 | 17 | 18 | 19 | 20 | 21 | 22 | 23 | 24 | 비고 |
| ------------------ | -- | -- | -- | -- | -- | -- | -- | -- | -- | -- | -- | -- | -- | -- | -- | -- | -- | -- | -- | -- | -- | -- | -- | -- | ---- |
| 월                 | ●  | ○  | ○  | ○  | ●  | ●  | ●  | ●  | ●  | ●  | ●  | ●  | ●  | ●  | ●  | ●  | ●  | ●  | ●  | ●  | ●  | ●  | ●  | ●  |      |
| 화                 | ●  | ○  | ○  | ○  | ●  | ●  | ●  | ●  | ●  | ●  | ●  | ●  | ●  | ●  | ●  | ●  | ●  | ●  | ●  | ●  | ●  | ●  | ●  | ●  |      |
| 수                 | ●  | ●  | ●  | ●  | ●  | ●  | ●  | ●  | ●  | ●  | ●  | ●  | ●  | ●  | ●  | ●  | ●  | ●  | ●  | ●  | ●  | ●  | ●  | ●  |      |
| 목                 | ●  | ●  | ●  | ●  | ●  | ●  | ●  | ●  | ●  | ●  | ●  | ●  | ●  | ●  | ●  | ●  | ●  | ●  | ●  | ●  | ●  | ●  | ●  | ●  |      |
| 금                 | ●  | ●  | ●  | ●  | ●  | ●  | ●  | ●  | ●  | ●  | ●  | ●  | ●  | ●  | ●  | ●  | ●  | ●  | ●  | ●  | ●  | ●  | ●  | ●  |      |
| 토                 | ●  | ●  | ●  | ●  | ●  | ●  | ●  | ●  | ●  | ●  | ●  | ●  | ●  | ●  | ●  | ●  | ●  | ●  | ●  | ●  | ●  | ●  | ●  | ●  |      |
| 일                 | ●  | ●  | ●  | ●  | ●  | ●  | ●  | ●  | ●  | ●  | ●  | ●  | ●  | ●  | ●  | ●  | ●  | ●  | ●  | ●  | ●  | ●  | ●  | ●  |      |
| ● 정규방송, ○ 정파 |    |    |    |    |    |    |    |    |    |    |    |    |    |    |    |    |    |    |    |    |    |    |    |    |      |

## 시청률
| 7.3 | 7.4 | 9.7 | 11.7 | 12.2 | 12.9 | 12.1 | 10.7 | 10.8 | 9.9 | 9.2 | 9.4 | 9.5 | 8.8 | 8.1 | 7.8 | 7.5 | 6.4 | 6.4 | 6.3 |

| 2000년 ~ 2018년 6월 황금시간대 시청률 (단위 : %) | 2000년 ~ 2018년 6월 황금시간대 시청률 (단위 : %) | 2000년 ~ 2018년 6월 황금시간대 시청률 (단위 : %) | 2000년 ~ 2018년 6월 황금시간대 시청률 (단위 : %) | 2000년 ~ 2018년 6월 황금시간대 시청률 (단위 : %) | 2000년 ~ 2018년 6월 황금시간대 시청률 (단위 : %) | 2000년 ~ 2018년 6월 황금시간대 시청률 (단위 : %) | 2000년 ~ 2018년 6월 황금시간대 시청률 (단위 : %) | 2000년 ~ 2018년 6월 황금시간대 시청률 (단위 : %) | 2000년 ~ 2018년 6월 황금시간대 시청률 (단위 : %) | 2000년 ~ 2018년 6월 황금시간대 시청률 (단위 : %) | 2000년 ~ 2018년 6월 황금시간대 시청률 (단위 : %) | 2000년 ~ 2018년 6월 황금시간대 시청률 (단위 : %) | 2000년 ~ 2018년 6월 황금시간대 시청률 (단위 : %) | 2000년 ~ 2018년 6월 황금시간대 시청률 (단위 : %) | 2000년 ~ 2018년 6월 황금시간대 시청률 (단위 : %) | 2000년 ~ 2018년 6월 황금시간대 시청률 (단위 : %) | 2000년 ~ 2018년 6월 황금시간대 시청률 (단위 : %) | 2000년 ~ 2018년 6월 황금시간대 시청률 (단위 : %) |
| 2000년                                           | 2001년                                           | 2002년                                           | 2003년                                           | 2004년                                           | 2005년                                           | 2006년                                           | 2007년                                           | 2008년                                           | 2009년                                           | 2010년                                           | 2011년                                           | 2012년                                           | 2013년                                           | 2014년                                           | 2015년                                           | 2016년                                           | 2017년                                           | 2018년 6월                                       |
| ------------------------------------------------ | ------------------------------------------------ | ------------------------------------------------ | ------------------------------------------------ | ------------------------------------------------ | ------------------------------------------------ | ------------------------------------------------ | ------------------------------------------------ | ------------------------------------------------ | ------------------------------------------------ | ------------------------------------------------ | ------------------------------------------------ | ------------------------------------------------ | ------------------------------------------------ | ------------------------------------------------ | ------------------------------------------------ | ------------------------------------------------ | ------------------------------------------------ | ------------------------------------------------ |
| 15.87                                            | 15.33                                            | 14.27                                            | 14.03                                            | 13.58                                            | 12.24                                            | 12.62                                            | 15.08                                            | 14.34                                            | 11.38                                            | 11.93                                            | 12.57                                            | 12.52                                            | 11.92                                            | 11.68                                            | 11.12                                            | 11.24                                            | 9.36                                             | 8.41                                             |

## 같이 보기
- KBS 2TV
- EBS 2TV
- KBS NEWS D